# Grüne Luchsspinne
Die Grüne Luchsspinne (Peucetia viridans) ist eine Spinne aus der Familie der Luchsspinnen (Oxyopidae). Die Art kommt in Amerika vor, wobei den Verbreitungsschwerpunkt der Süden Nordamerikas und Mittelamerika darstellen, während das Vorkommen der Spinne nach Süden hin in Venezuela endet. Dort bewohnt sie ihrer Xerothermophilie entsprechend überwiegend trockenwarme Habitate (Lebensräume). Der Trivialname der Grünen Luchsspinne beruht auf der auffälligen Grünfärbung, die sie allerdings mit anderen Vertretern der Gattung Peucetia teilt. Mit einer maximalen Körperlänge von 21,6 Millimetern von Weibchen im Normalzustand ist die Art die größte in Nordamerika vorkommende Luchsspinne.
Die wie alle Luchsspinnen tagaktive Grüne Luchsspinne legt ebenfalls nach Eigenart der Familie kein Spinnennetz für den Beutefang an, sondern erlegt Beutetiere entweder als aktiver Hetz- oder als Lauerjäger. Das Beutespektrum setzt sich aus anderen Gliederfüßern zusammen, wobei die Größe der Beutetiere die des Jägers deutlich übertreffen kann. Die Art ist außerdem für eine als besonders geltende Methode der Abwehr gegenüber Prädatoren (Fressfeinden) bekannt. Sie ist zwecks der Verteidigung neben einem Abwehrbiss auch dazu in der Lage, Gift aus ihren Cheliceren (Kieferklauen) über mehrere Zentimeter zu versprühen. Bisher wurde dieses Verhalten jedoch nur von Weibchen beobachtet, die einen Eikokon oder Jungtiere bewachen. Der Paarung der Grünen Luchsspinne geht, wie es bei Wolfspinnenartigen (Lycosoidea) die Regel ist, ein ausgeprägtes Balzverhalten voraus. Das Weibchen betreibt eine für Spinnen ausgeprägte Brutpflege, verteidigt seine Eikokons und betreut für kurze Zeit auch seine daraus geschlüpften Nachkommen. Letztere verbleiben noch für wenige Tage beim Muttertier, ehe sie sich mittels des sogenannten Spinnenflugs ausbreiten. Die Jungtiere wachsen dann – wie für Spinnen üblich – über mehrere Fresshäute (Häutungsstadien) heran.
Bisse der Grünen Luchsspinne beim Menschen sind belegt. Der Biss gilt zwar als schmerzhaft, ruft in der Regel jedoch keine medizinischen Komplikationen hervor. Die Art verhält sich für gewöhnlich gegenüber dem Menschen nicht aggressiv, wobei begattete Weibchen oder solche, die einen Eikokon oder Nachkommen bewachen, eine Ausnahme bilden. Auch das Verteidigen mittels des Verspritzens von Gift gegen Menschen ist belegt, ist jedoch auch nicht weiter gefährlich, ausgenommen, es gelangt in das Auge, wo es reizend wirkt und die Sehfähigkeit für wenige Tage einschränken kann. In der Grünen Luchsspinne wird teilweise ein Nützling im Rahmen der biologischen Schädlingsbekämpfung gesehen, da das Beutespektrum der Art auch landwirtschaftliche Schädlinge umfasst. Dieser Nutzen ist jedoch umstritten, da sich die Spinne als opportunistischer Jäger nicht auf Schädlinge spezialisiert, sondern auch andere Nützlinge erlegt.

## Merkmale

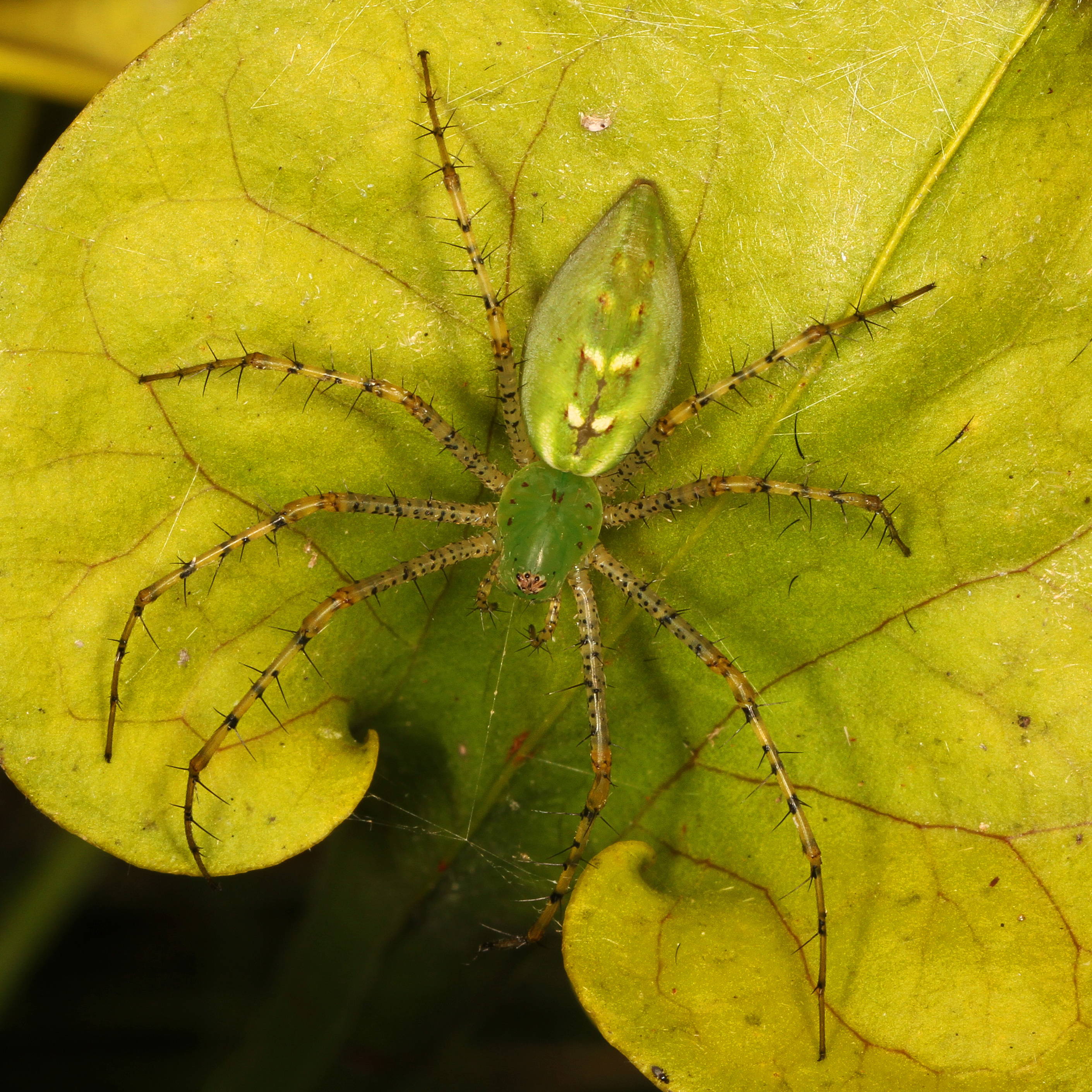
Dorsalansicht eines Weibchens auf dem Deckel einer Gelben Schlauchpflanze

Die Körperlänge des Weibchens der Grünen Luchsspinne kann unbefruchtet zwischen 11,8 und 21,6 Millimeter betragen, während sie beim Männchen zwischen 8,3 und 14,5 Millimetern liegt. Im Durchschnitt ist das Weibchen mit 16,2 Millimetern somit größer als das Männchen mit 11,9 Millimetern. Nach einer Befruchtung kann die Körperlänge des Weibchens auf gut 26 Millimeter infolge der im Opisthosoma (Hinterleib) heranreifenden Eier ansteigen. Die Beinspannweite beläuft sich beim Weibchen maximal auf 70 und beim Männchen auf 65 Millimeter. Damit handelt es sich bei der Art um den größten in Nordamerika vorkommenden Vertreter der Luchsspinnen (Oxyopidae). Der grundsätzliche Körperbau der Grünen Luchsspinne gleicht dem anderer Arten der Gattung Peucetia. Namensgebend für die Spinne ist ihre hellgrüne Grundfärbung. Prosoma (Vorderkörper) und Opisthosoma weisen eine Farbmusterung in Form von zwei dorsal (am Rücken) verlaufenden Längsreihen roter Punkte auf. Wie bei anderen Arten der Gattung kann auch bei dieser der gesamte Körper mit roten Punkten bedeckt sein. Jungtiere sind anfangs hellorange gefärbt.

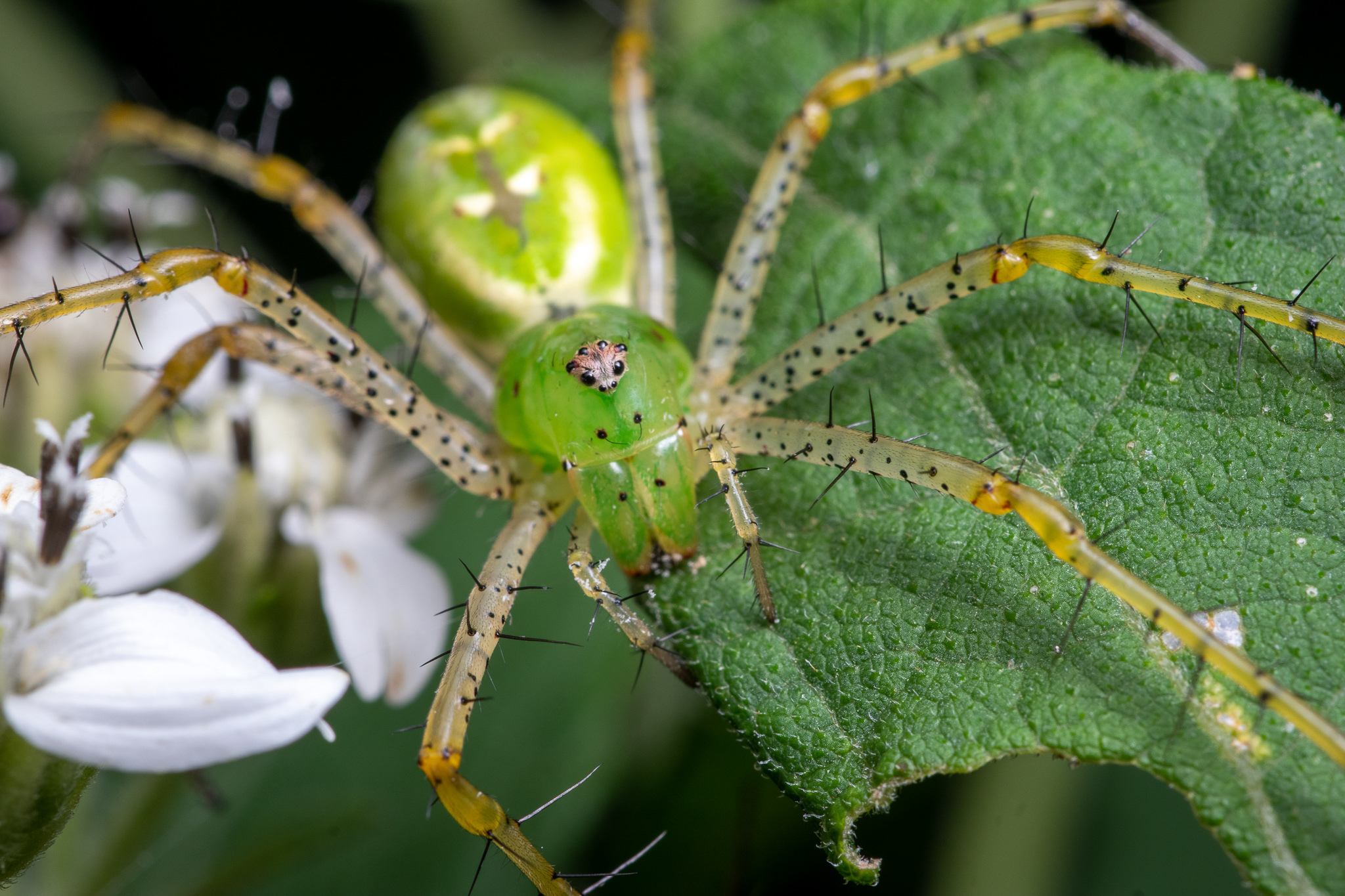
Frontalansicht eines Weibchens mit den hier erkennbaren Augen, Cheliceren und Pedipalpen.

Der Carapax (Rückenschild des Prosomas) der Grünen Luchsspinne weist ein hell durchscheinend grünes Erscheinungsbild auf. Die höchste Erhebung dieses Körperteils sind – wie bei Luchsspinnen üblich – die acht hexagonal angelegten Augen. Dort ist er nach oben spitz zulaufend und breitet sich nach hinten weiter aus. Die Augenregion hat schwarze Bänderungen, die sich median (mittig) im Bereich des für Luchsspinnen typischen Augenhexagons hin erstrecken. Die Augenpartie ist mit weißen und dicht anliegenden Setae (chitinisierten Haaren) bedeckt. Die Augen selber erscheinen vermutlich bei vielen Exemplaren der Art rot. Mit anderen Luchsspinnen teilt die Grüne Luchsspinne die gute Sehfähigkeit, die in etwa mit der von Wolf- (Lycosidae) oder Raubspinnen (Pisauridae) vergleichbar ist. Die Gesichtsregion und das gesamte Prosoma der Spinne sind in einem hellen, durchscheinenden Grün gehalten. Mit Ausnahme der Augenregion sind dort außerdem keinerlei Setae vorhanden. Oft verlaufen von den anterior (vorne) medianen Augen bis zum unteren und ebenfalls häufig cremefarbenen Rand des Clypeus (Abschnitt zwischen den anterioren Augen und dem Carapax) dann blassere genauso cremefarbene Streifen.

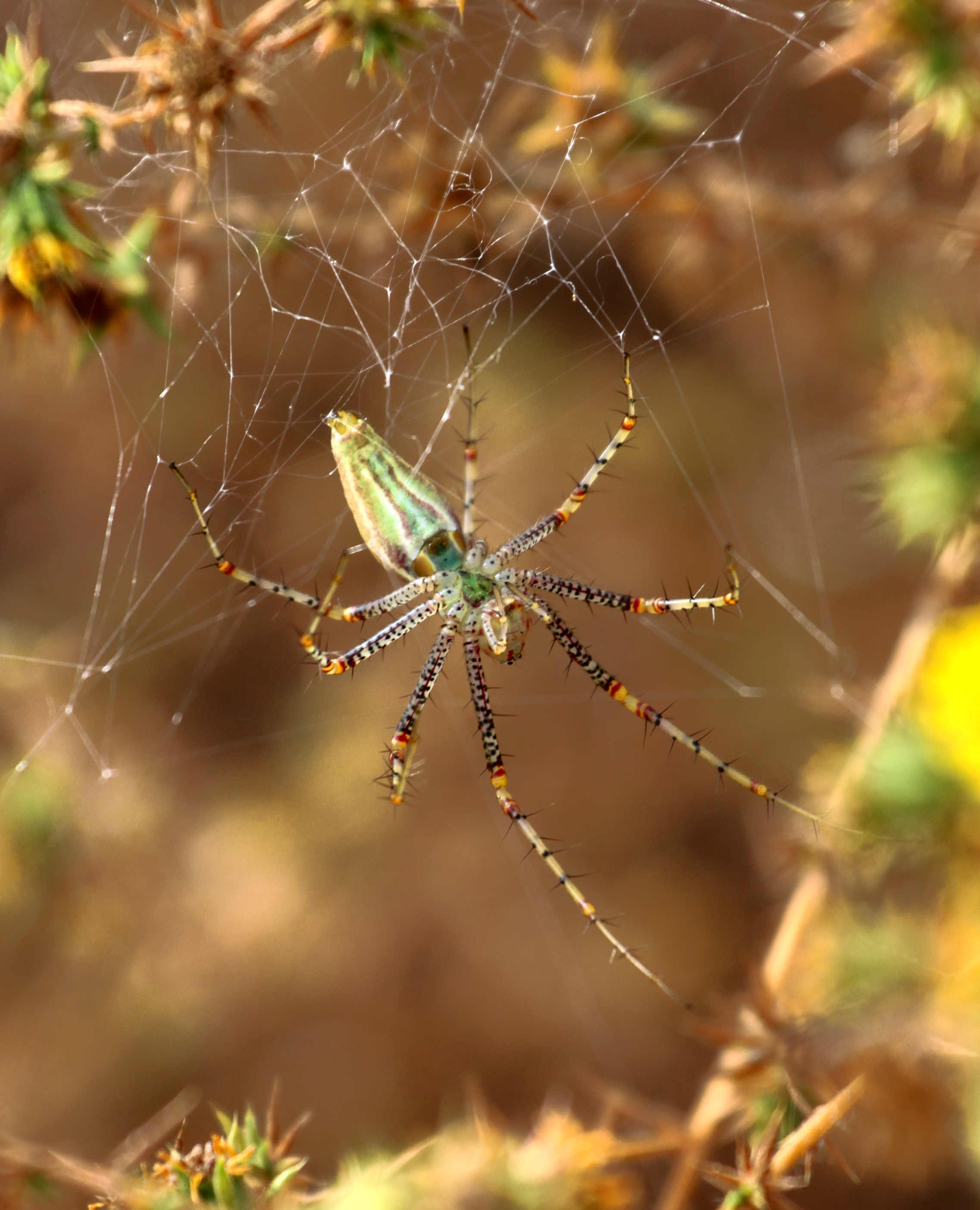
Ventralansicht eines Weibchens in seinem Brutgespinst mit hier erkennbarem Sternum, Coxen und Epigyne.

Die Cheliceren (Kieferklauen) sind marginal (randseitig) für gewöhnlich etwas heller gefärbt, während bei ihnen jeweils die Condyle (Ausstülpung an der Basis einer Chelicere) schwarz gefärbt ist. Innerhalb der Populationen im Osten der Vereinigten Staaten verfügen die Individuen über jeweils ein Borstenpaar, das ein Drittel des Abstands vom unteren Rand des Clypeus zu den anterior medianen Augen beträgt. Diese haben jeweils einen deutlichen schwarzen Fleck an der Basis. Ein ähnliches Borstenpaar mit schwarzen Flecken tritt innerhalb dieser Bestände in einem Drittel der Entfernung von der Basis zu den distalen (von der Körpermitte entfernt liegenden) Enden der Cheliceren auf. Bei den Populationen im Westen des Landes sind die Borsten ebenfalls vorhanden, jedoch nicht die schwarzen Flecken an der Basis der Cheliceren.
Das Labium (sklerotisierte, bzw. verhärtete Platte zwischen den Maxillae und vor dem Sternum), die Maxillae (umgewandelte Coxen, bzw. Hüftglieder der Pedipalpen) und das Sternum (Brustschild des Prosomas) besitzen eine grüne Färbung.

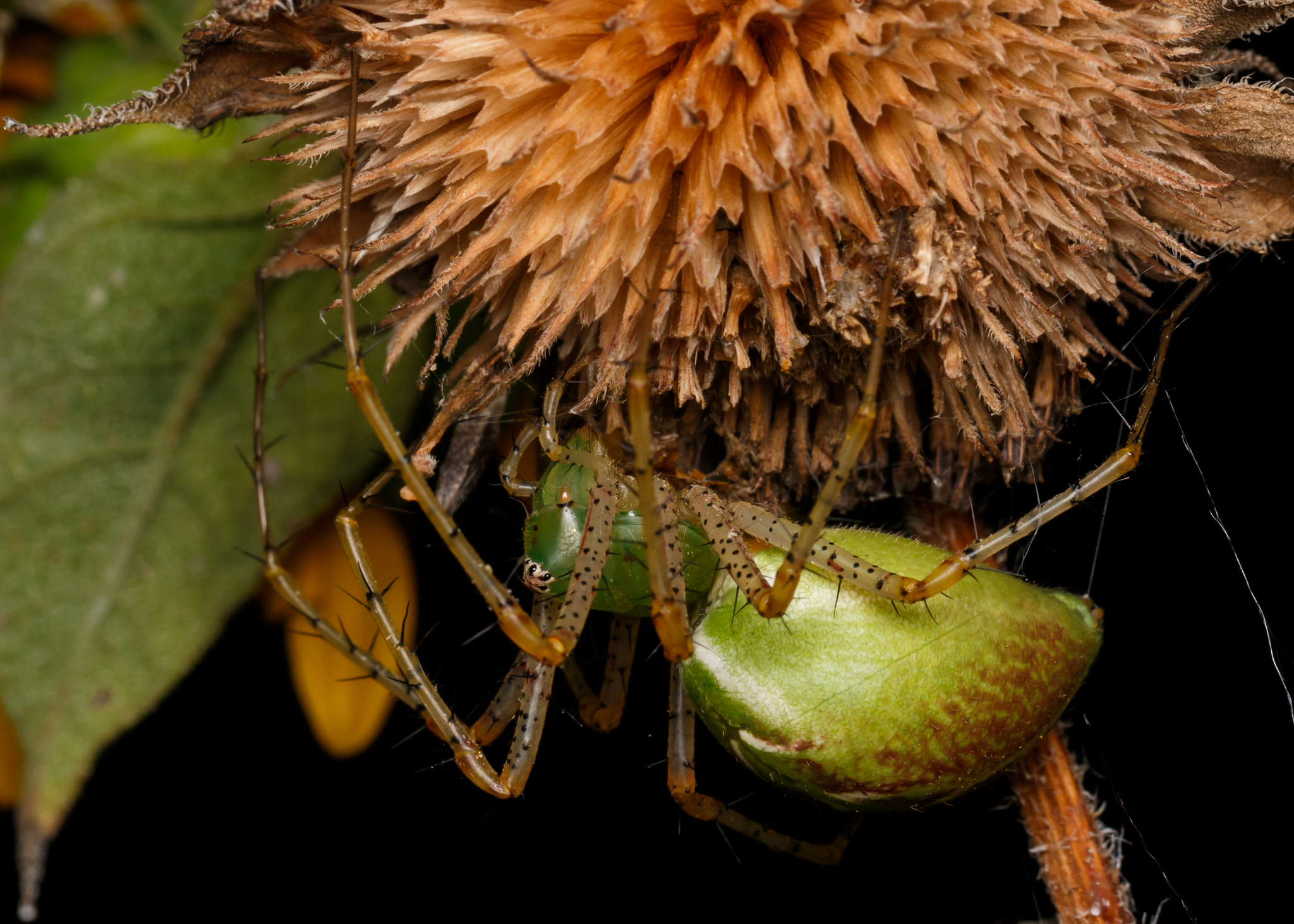
Lateralansicht eines Weibchens mit hier erkennbaren Beinstrukturen

Die Beinformel lautet bei der Grünen Luchsspinne 1-2-4-3. Die langen und dünnen Beine der Grünen Luchspinne sind von gelber bis blassgrüner Grundfärbung und mit mehreren langen sowie schwarzen Borsten und ebenso schwarzen Punkten besonders im Bereich der Femora (Schenkel) versehen. Dort sind die großen Flecken auch zahlreicher vorhanden. Die Femora sind blassgrün gefärbt, wobei die distaleren Segmente heller grünlich-gelb erscheinen. Bei den Populationen der Art aus dem Osten der Vereinigten Staaten sowie aus Kalifornien befinden sich schwarze Flecken im Basisbereich der Stacheln an den Tibien (Schienen). Bei den Beständen der Spinne in den übrigen Teilen im Südwesten des Landes fehlen normalerweise diese schwarzen Flecken. Die Beine sind bei Arten der Gattung Peucetia mitsamt der Grünen Luchsspinne nicht selten hellrot gebändert.

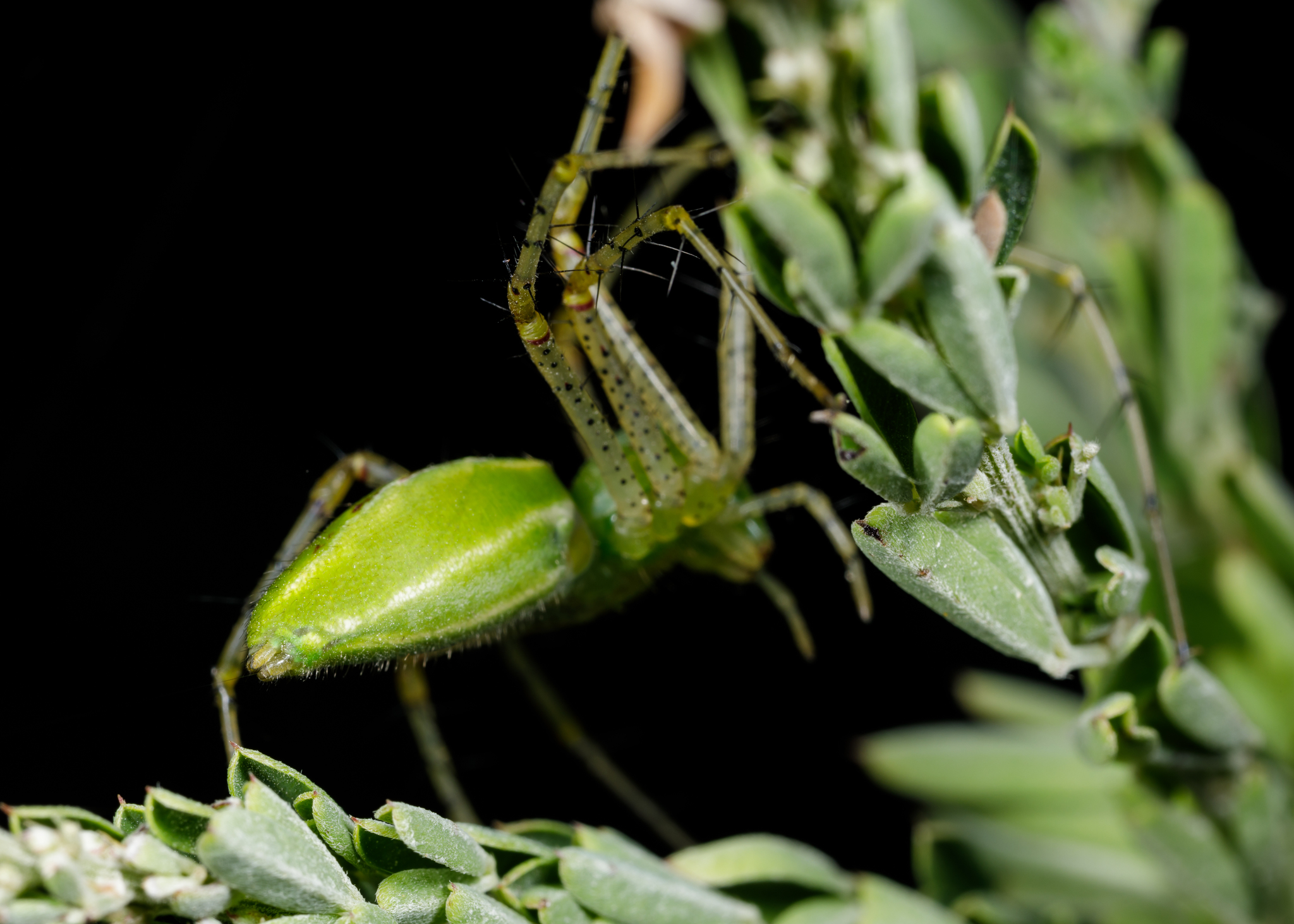
Rückansicht eines Weibchens mit den hier erkennbaren Spinnwarzen

Das posterior (hinten) spitz zulaufende Opisthosoma der Grünen Luchsspinne erscheint im Vergleich zum Rest des Körpers etwas heller. Dorsal ist es bei der Spinne hellgrün gefärbt, die Flecken erscheinen dann kontrastierend und kreideweiß. Meistens ist auf dem Opisthosoma dorsal eine durchscheinende, grüne, kreuzförmige und manchmal weiß umrandete Zeichnung über der Herzregion vorhanden. Auch befindet sich hier oft eine doppelte Reihung von jeweils vier weißen Winkelflecken, die bei der Herzregion ansetzt und sich in posteriorer Lage fortsetzt. Diese Winkelflecken können als weiße Flecken in Erscheinung treten oder auch balkenförmig ausgebildet sein und sind gelegentlich auf nur zwei Paare in der Nähe der Herzregion reduziert. Vor allem bei Exemplaren aus dem Südwesten der Vereinigten Staaten ist der mediane Grünanteil auf der Dorsalfläche des Opisthosomas nicht selten mit einer weißen Umrandung versehen. Dieser Bereich kann aber auch, unabhängig von der geographischen Lage, blassgrün umrandet sein. Lateral (seitlich) weist das Opisthosoma eine blassgrüne Grundfärbung sowie ebenfalls insbesondere bei den Beständen im Südwesten der Vereinigten Staaten einen weißen Längsstreifen entlang des ventralen (am Bauch liegenden) Eckpunkts des Opisthosomas auf. Auf der Ventralseite dieses Körperabschnitts verläuft median ein grüner Längsstreifen, der zusätzlich mit vielen weißen Pigmenten versehen ist und von ebenso weißen Streifen umrahmt sein kann. Genauso können die weißen Pigmente auch selber zu dann kreideweißen Streifen verwachsen sein, die dann jeweils auf beiden Seiten den grünen Längsstreifen flankieren. In seitliche Richtung geht die Farbgebung der Ventralfläche von dem Opisthosoma entlang des ventralen weißen Längsstreifens in ein Blassgrün über.

### Sexualdimorphismus

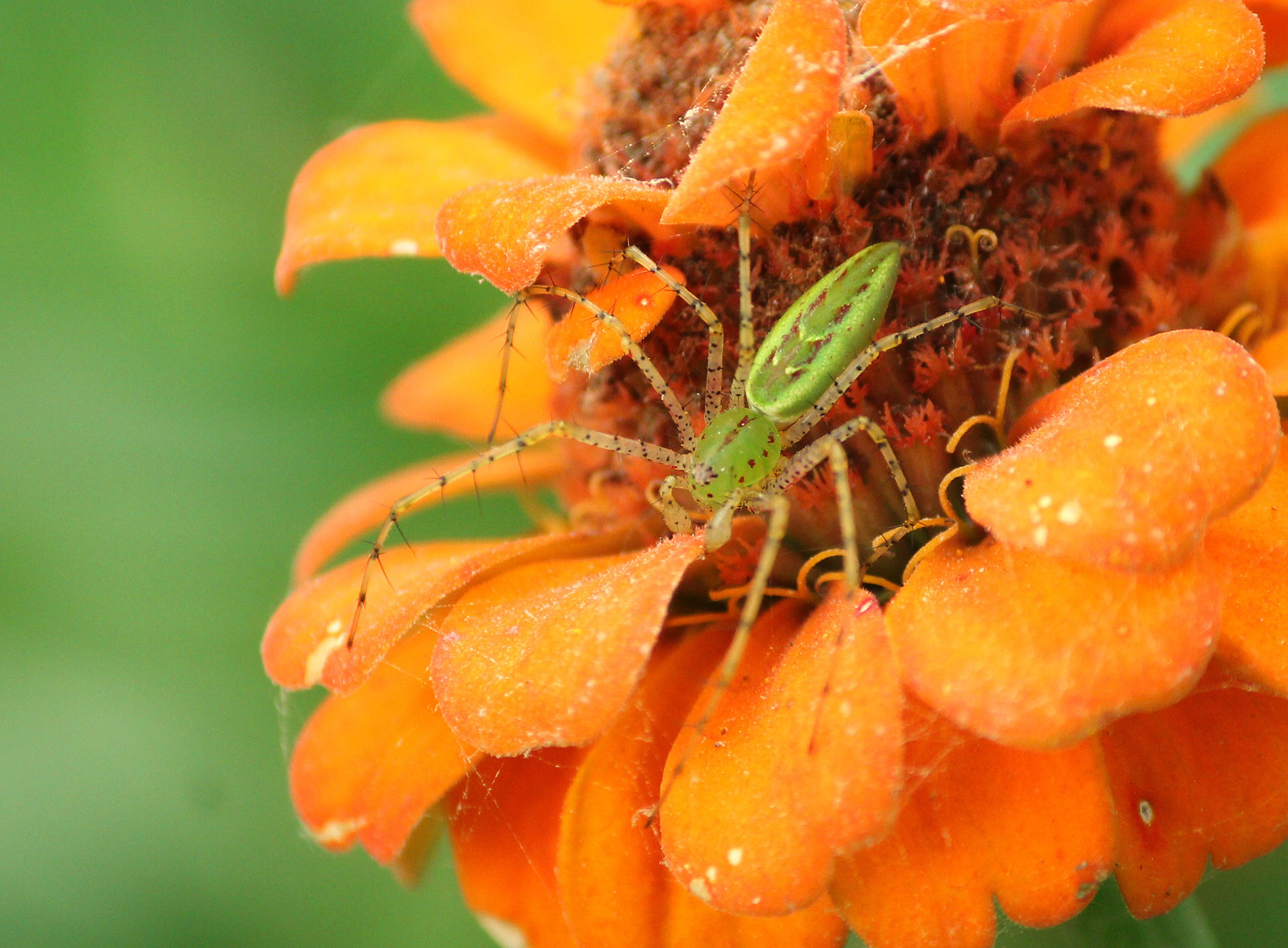
Männchen

Die Grüne Luchsspinne weist wie viele Spinnen einen ausgeprägten Sexualdimorphismus auf, der hier im Vergleich zu anderen Spinnen jedoch deutlich schwächer ausgebildet ist. Dieser Dimorphismus macht sich neben der jeweiligen Farbgebung besonders in Dimension und der Form von Männchen und Weibchen bemerkbar. So ist der Körper beim Männchen deutlich schmaler.
Sowohl Prosoma als auch Opisthosoma des Männchens der Grünen Luchsspinne erscheinen ähnlich wie beim Weibchen in einem transparenten Grün, das hier jedoch deutlicher erscheint. Wie beim Weibchen sind ebenfalls beim Männchen schwarze Bänder im Bereich der Augen vorhanden, die sich bis zur Mitte des Augenhexagons erstrecken. Auch ist beim männlichen Tier die Augenpartie mit dicht anliegenden weißen Setae bedeckt.
Die Beine, das Labium, die Maxillae und Sternum hingegen erscheinen bei beiden Geschlechtern gleich. Die Beine sind allerdings je nach Geschlecht unterschiedlich lang. So erreicht das erste Beinpaar beim Weibchen eine gesamte Länge von 22,9 bis 38,7 und durchschnittlich 30,96 ± 65 Millimetern. Beim Männchen kann dieses Beinpaar eine Länge von 27,1 bis 42,9 und im Durchschnitt 33,67 ± 67 Millimetern erreichen.
| | Maximale Maße | Maximale Maße | Durchschnittswert | Durchschnittswert |
| Weibchen                                                                                            | Männchen      | Weibchen      | Männchen          |                   |
| --------------------------------------------------------------------------------------------------- | ------------- | ------------- | ----------------- | ----------------- |
| Maße des Carapax                                                                                    |               |               |                   |                   |
| Länge                                                                                               | 4,6 bis 7,5   | 3,7 bis 5,8   | 5,92 ± 0,12       | 4,56 ± 0,09       |
| Breite                                                                                              | 3,6 bis 5,8   | 2,9 bis 4,9   | 4,57 ± 0,1        | 3,72 ± 0,08       |
| Augendurchmesser je Augenpaar                                                                       |               |               |                   |                   |
| Anterior lateral 1                                                                                  | 0,83 bis 1,13 | 0,72 bis 0,97 | 0,992 ± 0,015     | 0,792 ± 0,011     |
| Anterior median 1                                                                                   | 0,6 bis 0,8   | 0,48 bis 0,69 | 0,689 ± 0,011     | 0,565 ± 0,009     |
| Posterior lateral 1                                                                                 | 1,18 bis 1,65 | 0,95 bis 1,33 | 1,404 ± 0,024     | 1,018 ± 0,016     |
| Längen der Beinabschnitte zwischen den Patellae (Glieder zwischen Femora und Tibien) und den Tibien |               |               |                   |                   |
| Beinpaar I                                                                                          | 7,7 bis 13    | 8,4 bis 13,4  | 10,51 ± 0,23      | 10,45 ± 0,21      |
| Beinpaar II                                                                                         | 6,7 bis 11,8  | 6,3 bis 11,9  | 9,48 ± 0,23       | 9,24 ± 0,19       |
| Beinpaar III                                                                                        | 5,6 bis 9,6   | 5,2 bis 9     | 7,52 ± 0,18       | 6,99 ± 0,16       |
| Beinpaar IV                                                                                         | 5,7 bis 10    | 5,7 bis 10    | 8,15 ± 0,19       | 7,63 ± 0,17       |

Ansichten von Männchen
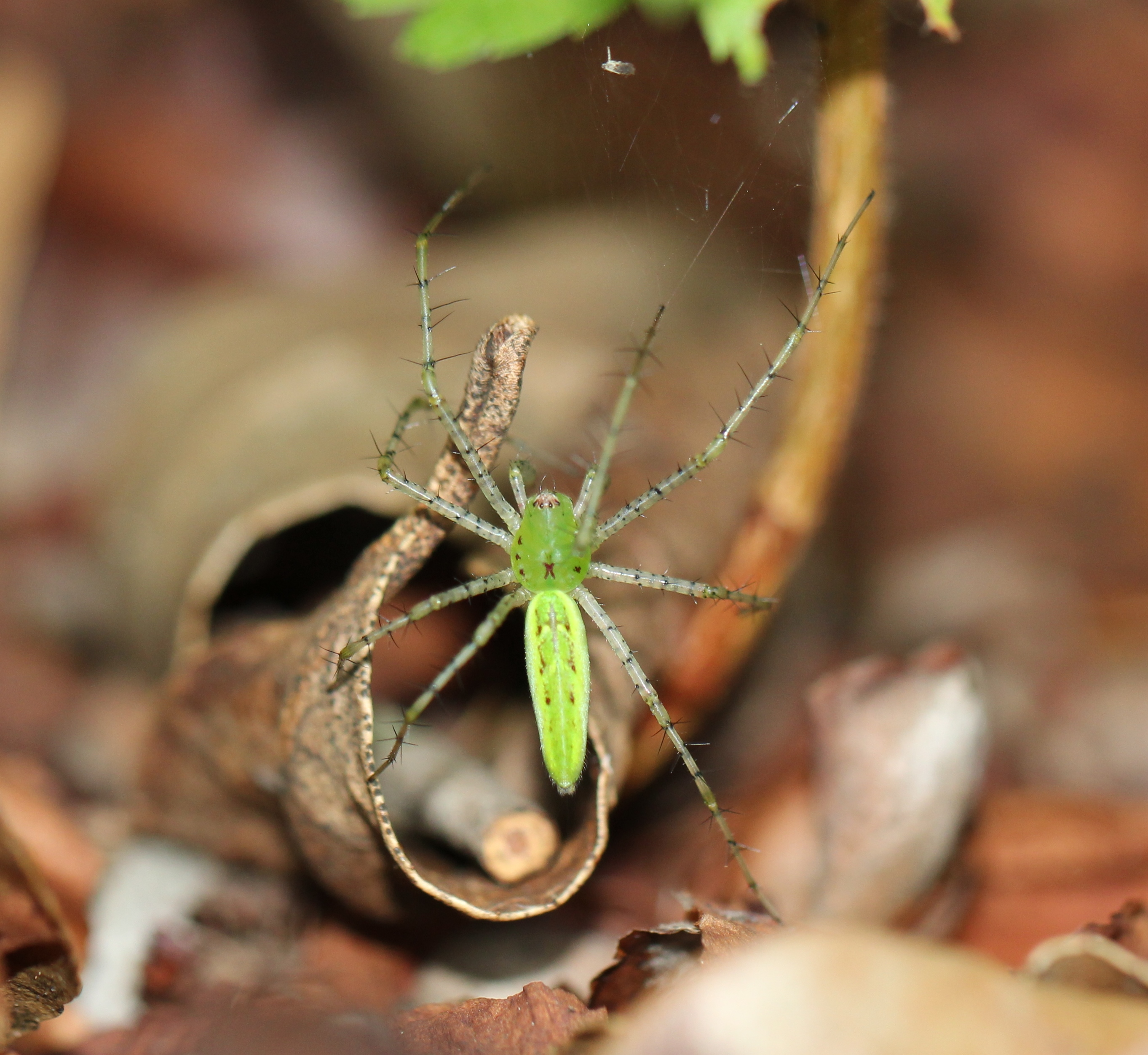
Dorsalansicht
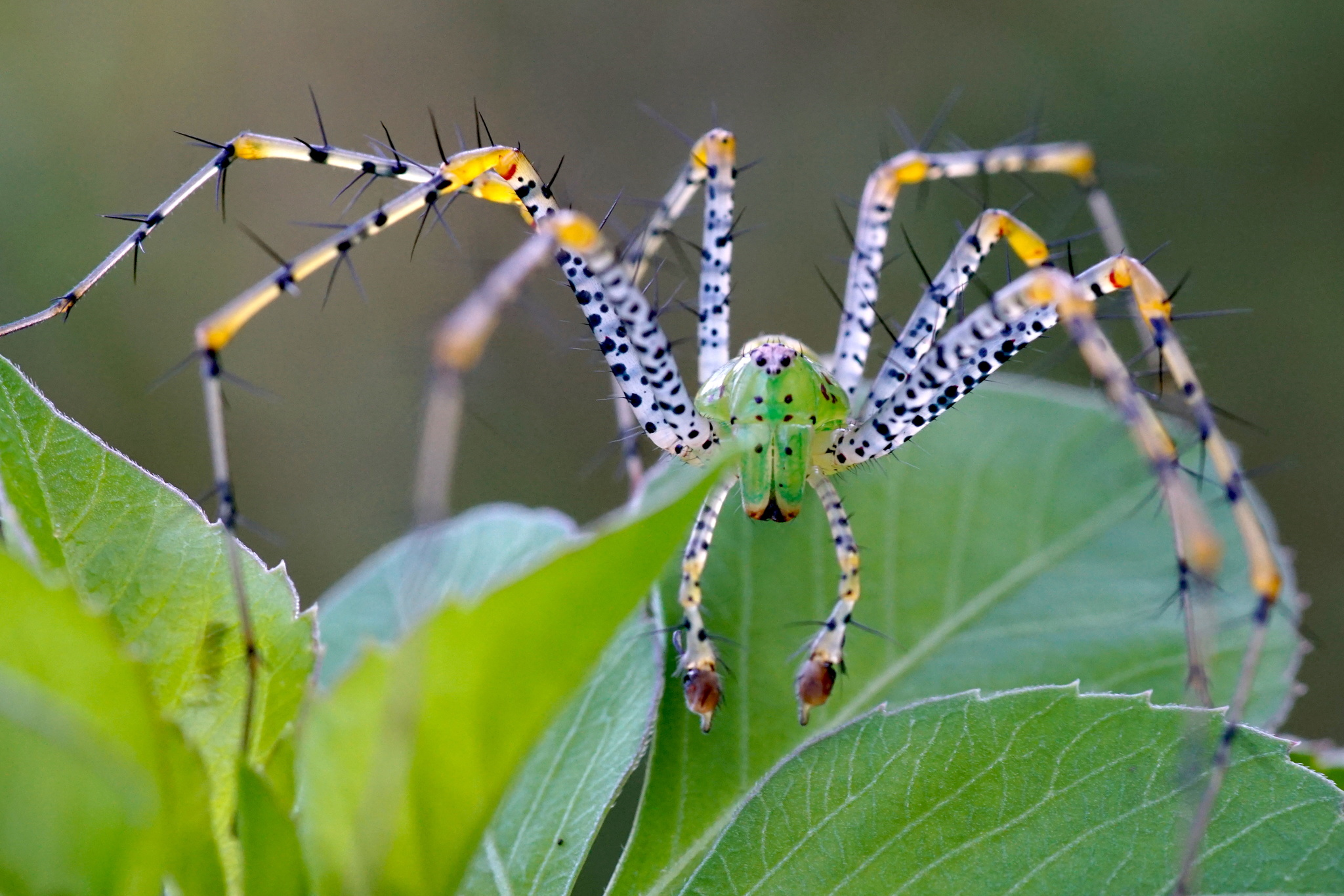
Frontalansicht
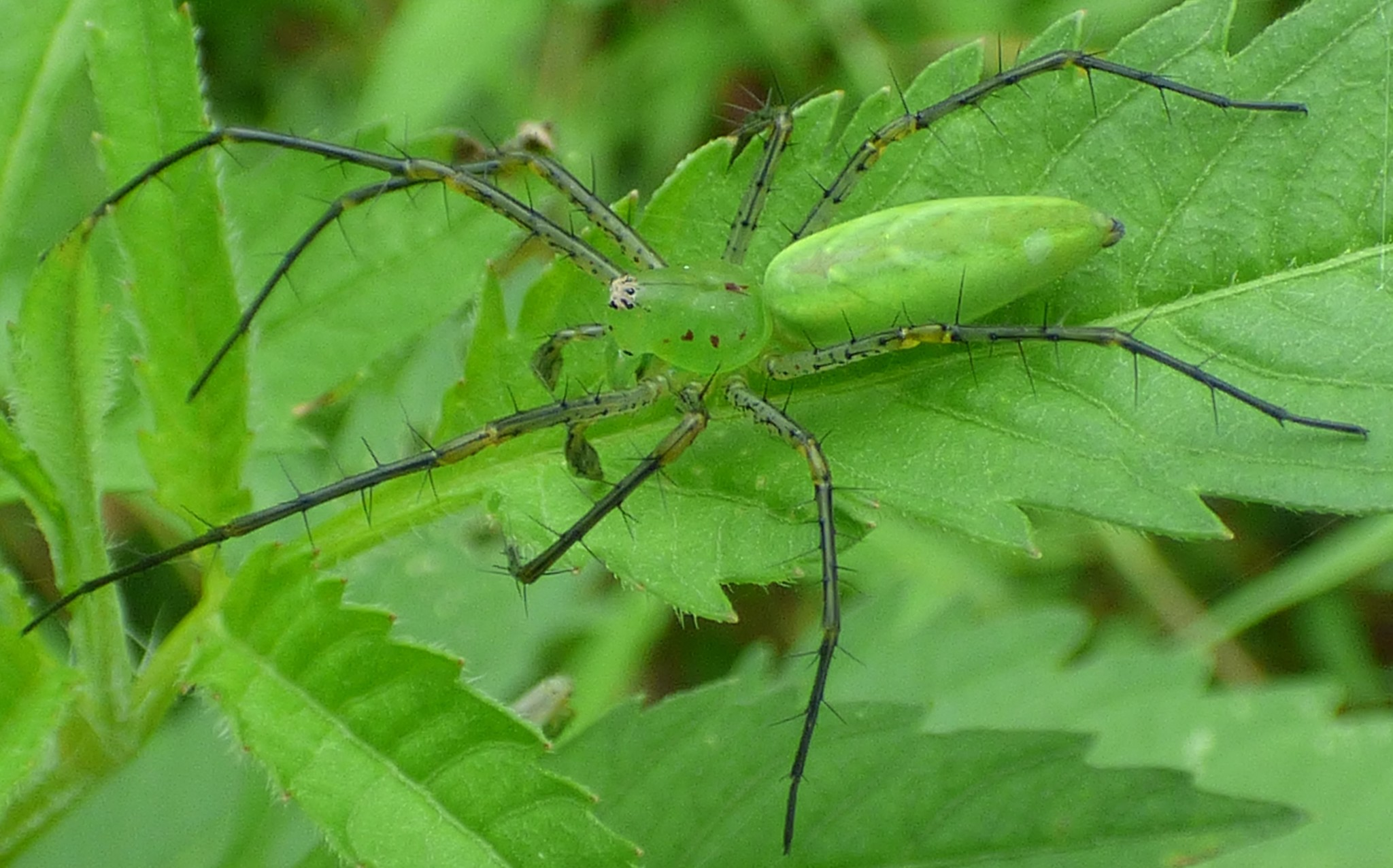
Lateralansicht
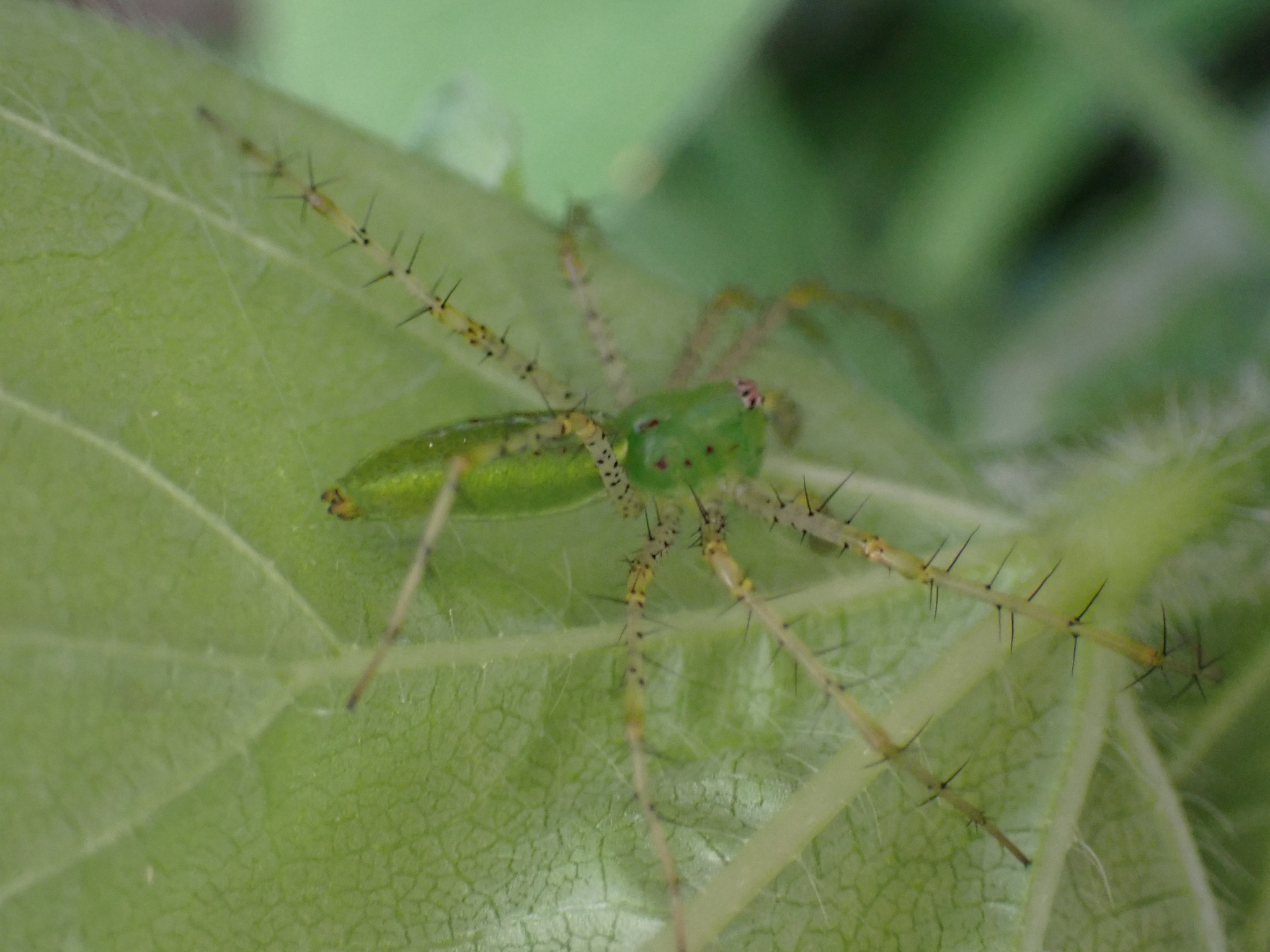
Rückansicht
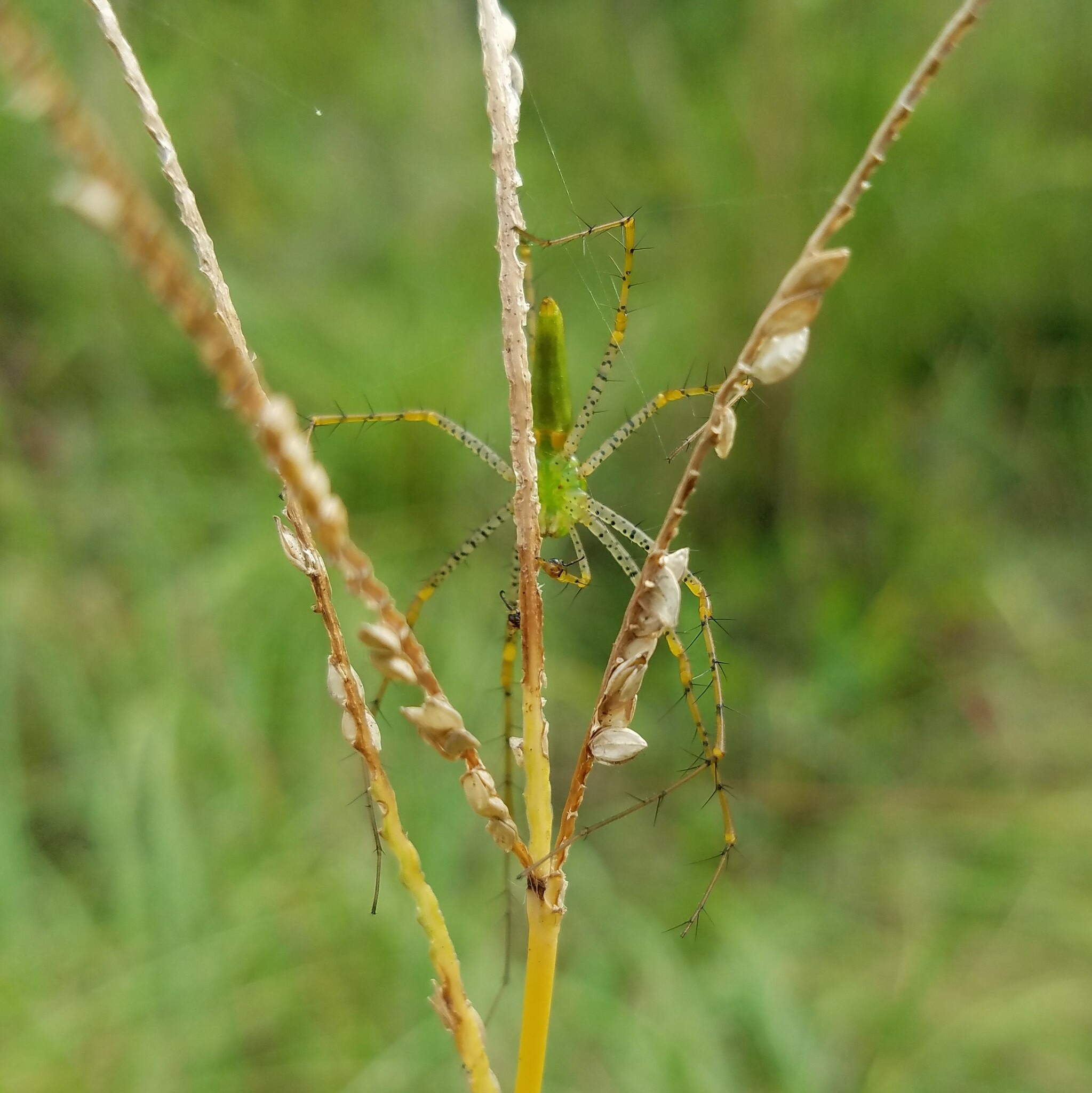
Ventralansicht

### Genitalmorphologische Merkmale

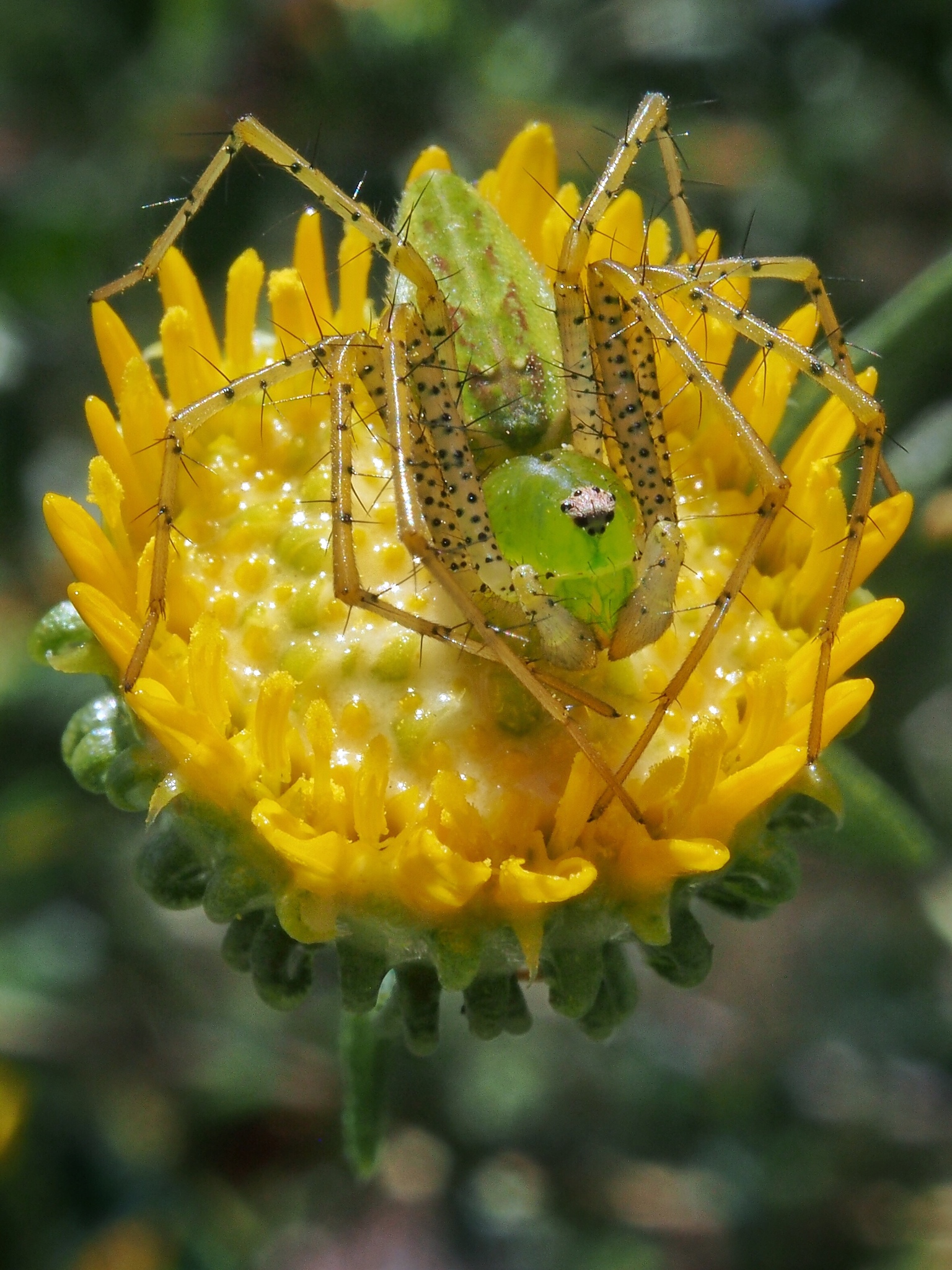
Frontale Detailansicht eines Männchens mit hier gut erkennbaren Bulbi

Bei den Pedipalpen (umgewandelte Extremitäten im Kopfbereich) vom Männchen der Grünen Luchsspinne befindet sich je eine ventral angelegte und lappenartige Apophyse (chitinisierter Fortsatz) an dessen Tibia. Ein einzelner Bulbus (männliches Geschlechtsorgan) kann innerhalb der Gattung Peucetia durch sein zweigeteiltes Paracymbium (ein weiteres an das Cymbium, bzw. das erste und vorderste Sklerit, bzw. Hartteil des Bulbus anheftendes Sklerit). Ferner befindet sich am Paracymbium dieser Art und als einzige der in der Neotropis vorkommenden Gattung an den Paracymbii je ein Stiel. Die Epigyne (weibliches Geschlechtsorgan) kann von denen anderer Arten der Gattung leicht anhand der triangulären (dreieckigen) oder subtriangulären Costae (Rippengebilde) unterschieden werden.

### Farbwechsel beim Weibchen

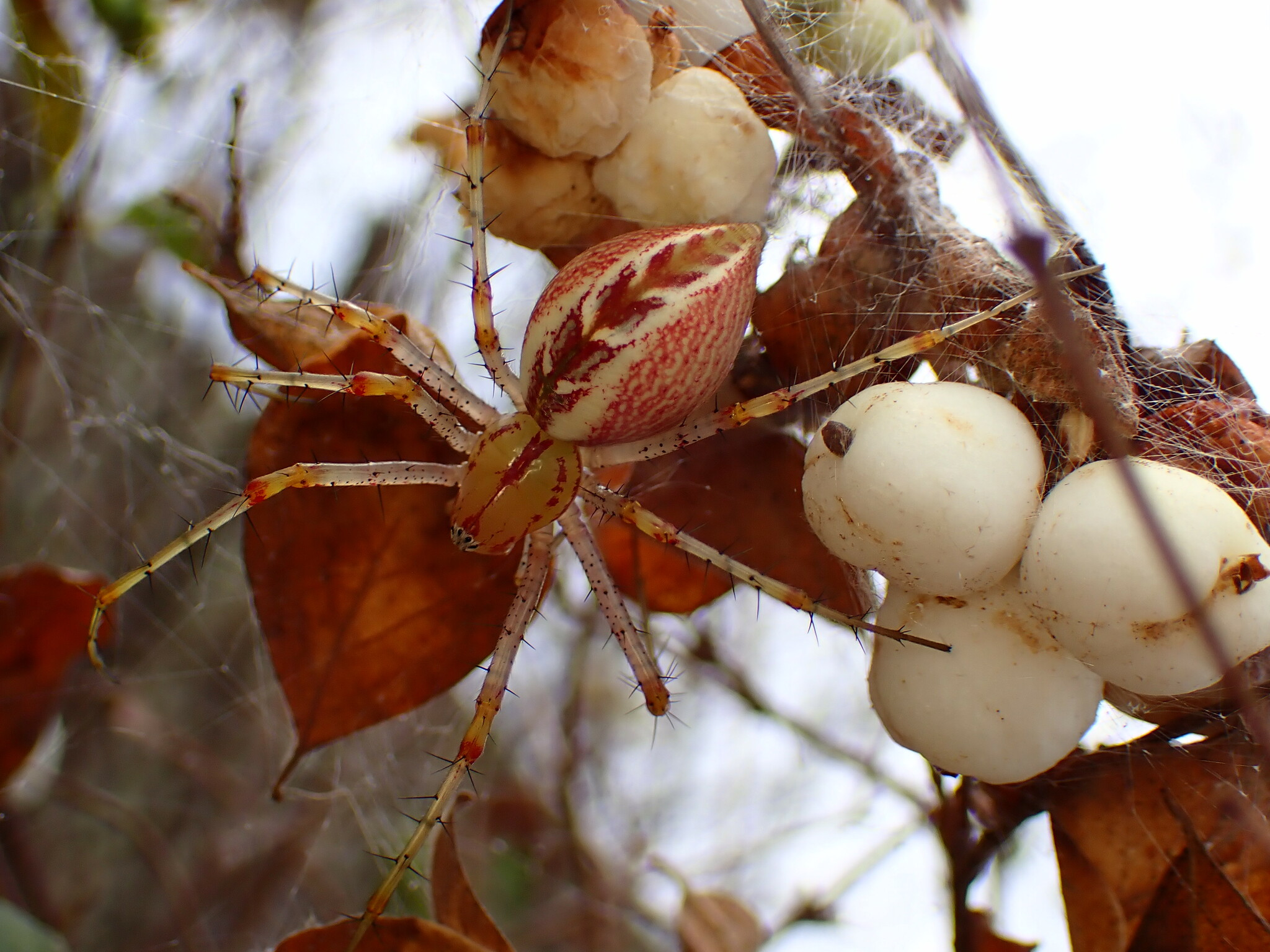
Braun gefärbtes Weibchen auf seinem Brutgespinst

Das Weibchen der Grünen Luchsspinne ist in der Lage seine optische Farbgebung der Umgebung anzupassen, was dazu dient, vor Prädatoren (Fressfeinden) geschützt zu sein. Dabei kann der Farbton, je nach der Erscheinung des Untergrunds auf dem sich die Spinne befindet, neben grün zu rosa, braun oder gelb wechseln. Befindet sich die Spinne auf einem violetten, gelben oder weißen Untergrund ändert sich mindestens eine der drei Farbkomponenten, um mit dem Untergrund optisch zu verschmelzen. Da sich die Grüne Luchsspinne jedoch zumeist in grünem Blattwerk aufhält, fällt ihr der geläufigere Farbwechsel in verschiedene Grüntöne wahrscheinlich im Regelfall leichter als im Falle andersfarbiger Pflanzen. Durch diese Methode kann die Spinne sich sowohl vor Fressfeinden verbergen, die farbblind sind genauso wie vor welchen, bei denen dies nicht der Fall ist oder die auch bei schlechten Lichtverhältnissen gut sehen können. Demnach dürfte die Spinne sowohl vor anderen Wirbellosen als auch vor Wirbeltieren weitestgehend sicher sein.
Die Grüne Luchsspinne kann sich mit dieser Methode insgesamt an grüne, violette, gelbe und weiße Hintergründe anpassen und ist aufgrund dessen scheinbar in der Lage, ihre Körperfärbung besser als jede andere Spinnenart mit der Fähigkeit zum Farbwechsel, etwa die Veränderliche Krabbenspinne (Misumena vatia), anzupassen. Dem Weibchen der Art gewährt dies aufgrund des häufigen Aufsuchens in den oberen Bereichen von Pflanzen – insbesondere vor Vögeln – Schutz während der Fortpflanzung, der Suche nach Beutetieren und dem Bewachen von Eikokons. Die Ventralseite des Opisthosomas nimmt nach der Eiablage beim Weibchen einen braunen Farbton an, was dazu dient, mit dem gleich gefärbten Eikokon und umliegender Vegetation zu verschmelzen. Bislang ist noch unklar, ob die Fähigkeit zum Farbwechsel bei der Grünen Luchsspinne reversibel ist und ob neben dem Weibchen auch das Männchen sowie Jungtiere der Art dazu fähig sind.

### In Ethanol eingetaucht
In Ethanol eingelagerte Individuen der Grünen Luchsspinne nehmen schnell ein anderes Erscheinungsbild an, da die grünen Farbpigmente dann schnell verblassen. Der Carapax erscheint in dem Fall gelb-orange mit Grünstichen oder blass gelb-grün mit abwechselnd dunklen und hellen Bändern, die bei der Fovea (An die Muskeln des Saugmagens ansetzende Einkerbung) entspringen. Die Färbung anderer Bereiche des Prosomas wechselt bei in Ethanol konservierten Exemplaren zunächst zu einem blassen Grün, das zusätzlich oft einen Gelbstich aufweist, und nimmt dann eine blasse gelb-orange oder gelegentlich eine dunkler gehaltene gelb-orange Farbgebung an. Viele Teile des Prosomas werden unter diesen Umständen später fast cremefarben. Die Farbe des Labiums wechselt in dem Zustand zu einem blass gelb-orangen Farbton mit einem Hauch von grün über. Die Maxillae sind in diesem normalerweise cremefarben oder blass gelb-orange und ohne Grünstich gefärbt, während die Färbung des Sternums zu hellgrün übergeht. Die Beine erscheinen dann dunkel bis blass gelb-orange und haben gelegentlich Grünstiche. Die Farbgebung des Opisthosomas verblasst, sofern in Ethanol gelagert, für gewöhnlich langsamer als das Prosoma. Dann ist das Opisthosoma nach einiger Zeit im Regelfall verblasst gelbgrün oder blassgrün gefärbt. Die Farbvariationen des Prosomas und des Opisthosomas bei Männchen und Weibchen ähneln sich bei in Ethanol eingelagerten Exemplaren einander sehr. Allerdings sind die weißen Winkelflecken oder andere Zeichenelemente auf dem Opisthosoma beim Männchen meistens unauffälliger ausgeprägt.

### Differenzierung vonPeucetia longipalpis
| Weibchen | Männchen |
|          |          |

Die Grüne Luchsspinne kann leicht mit der ebenfalls zur Gattung Peucetia zählenden Art P. longipalpis verwechselt werden. Zudem kommen beide Spinnen sympatrisch (gemeinsam) in den US-Staaten Texas und Arizona vor, wobei jedoch P. longipalpis im Gegensatz zur Grünen Luchsspinne keine offenen Feldlandschaften zu bewohnen scheint. Da sich einige anfangs als Individuen der Grünen Luchsspinne fehlbestimmte Exemplare von P. longipalpis gemeinsam in Arealen mit der Grünen Luchsspinne fanden, wird vermutet, dass beide Arten in hoher Dichte gemeinsam vorkommen.
Die sicherste Methode zur Unterscheidung beider Arten sind ihre jeweiligen Geschlechtsorgane. Das Männchen von P. longipalpis hat je einen vergleichsweise kurzen Konduktor an einem einzelnen Bulbus und eine ähnlich gebaute mediane Apophyse an je einem Pedipalpus. Allerdings sind beide Paracymbii bei P. longipalpis jeweils bifid (zweigeteilt), was bei der Grünen Luchsspinne nicht der Fall ist. Die Epigyne von P. longipalpis verfügt über halbelliptische Rippengebilde.

## Verbreitung und Lebensräume

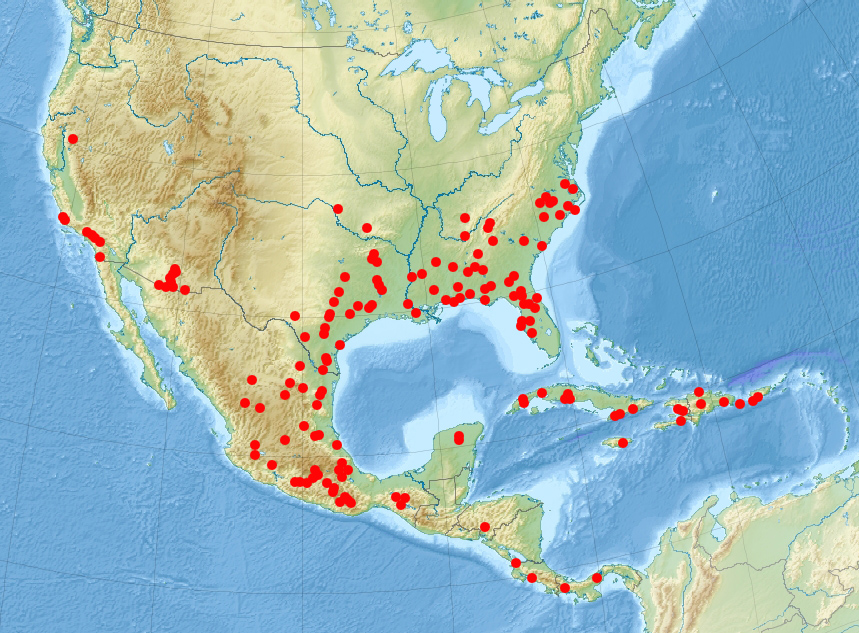
Nachweiskarte der Grünen Luchsspinne nach Allen R. Brady (1964)

Das Verbreitungsgebiet der Grünen Luchsspinne umfasst den Süden der Vereinigten Staaten, Mexiko und andere Teile Mittelamerikas sowie die Westindischen Inseln, womit sie das größte Verbreitungsgebiet aller in Mittel- und Nordamerika vertretenen Luchsspinnen (Oxyopidae) besitzt. Darüber hinaus wurde die Art aber auch in Venezuela nachgewiesen. Ferner ist die Spinne die einzige der Gattung Peucetia, die auch im Osten und Südosten der Vereinigten Staaten vorkommt.
Die Grüne Luchsspinne ist xerothermophil und bewohnt deshalb trockenwarme Gebiete. Allgemein bevorzugt die Art offene Areale. Zu den Habitaten (Lebensräumen) der Spinne zählen Felder, Prärien, trockenes Gestrüpp, Höfe und Gärten.

## Lebensweise

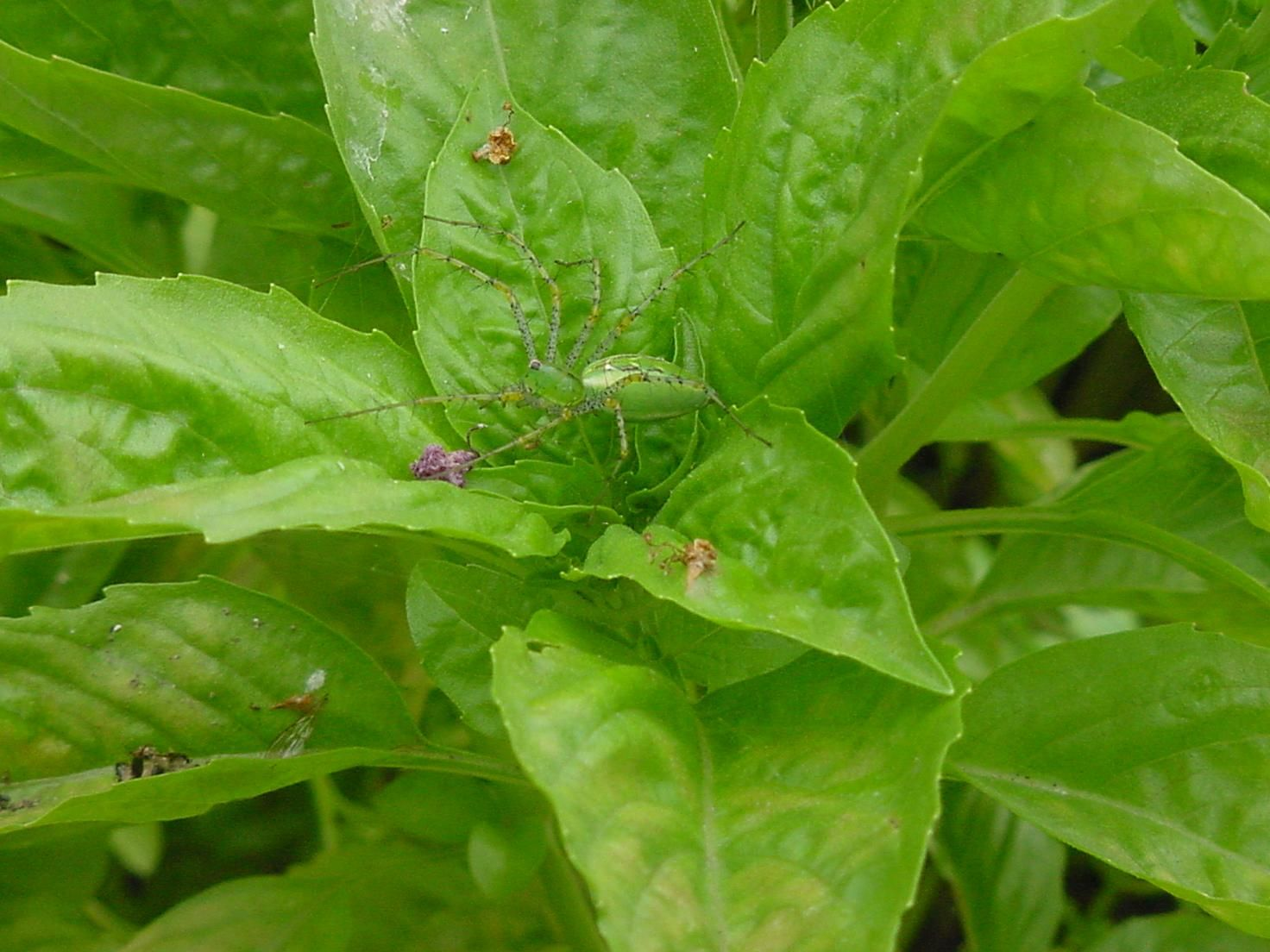
In der Vegetation befindliches und dort gut getarntes Weibchen

Unter allen Luchsspinnen (Oxyopidae) ist die Biologie der Grünen Luchsspinne am ausgiebigsten erforscht. Die Art ist wie alle der Familie tagaktiv und hält sich in ihrem Habitat bevorzugt in niedriger Vegetation wie Sträuchern und Kräutern auf. Dort ist die Spinne dank ihrer grünen Färbung sehr gut getarnt und kann bei ausbleibender Bewegung optisch mit dem Umfeld verschmelzen. Bewegt sie sich fort, kann sie jedoch auch in Vegetation gut erkannt werden. Dank ihrer langen Beine läuft die Grüne Luchsspinne in beachtlicher Geschwindigkeit und kann auch durch Sprünge neue Standorte erlangen. Dabei nutzt sie ihre gute Sehfähigkeit zum Anzielen und spannt währenddessen einen Sicherungsfaden.

### Jagdverhalten
Die Grüne Luchsspinne lebt wie alle Spinnen räuberisch und jagt außerdem wie für Luchsspinnen typisch nicht mit Spinnennetz, sondern freilaufend. Sie kann dabei sowohl als Lauer- als auch als aktiver Laufjäger Beutetiere erlegen. Die Spinne besitzt als opportunistischer Jäger ein vergleichsweise großes Beutespektrum.

#### Beutefang

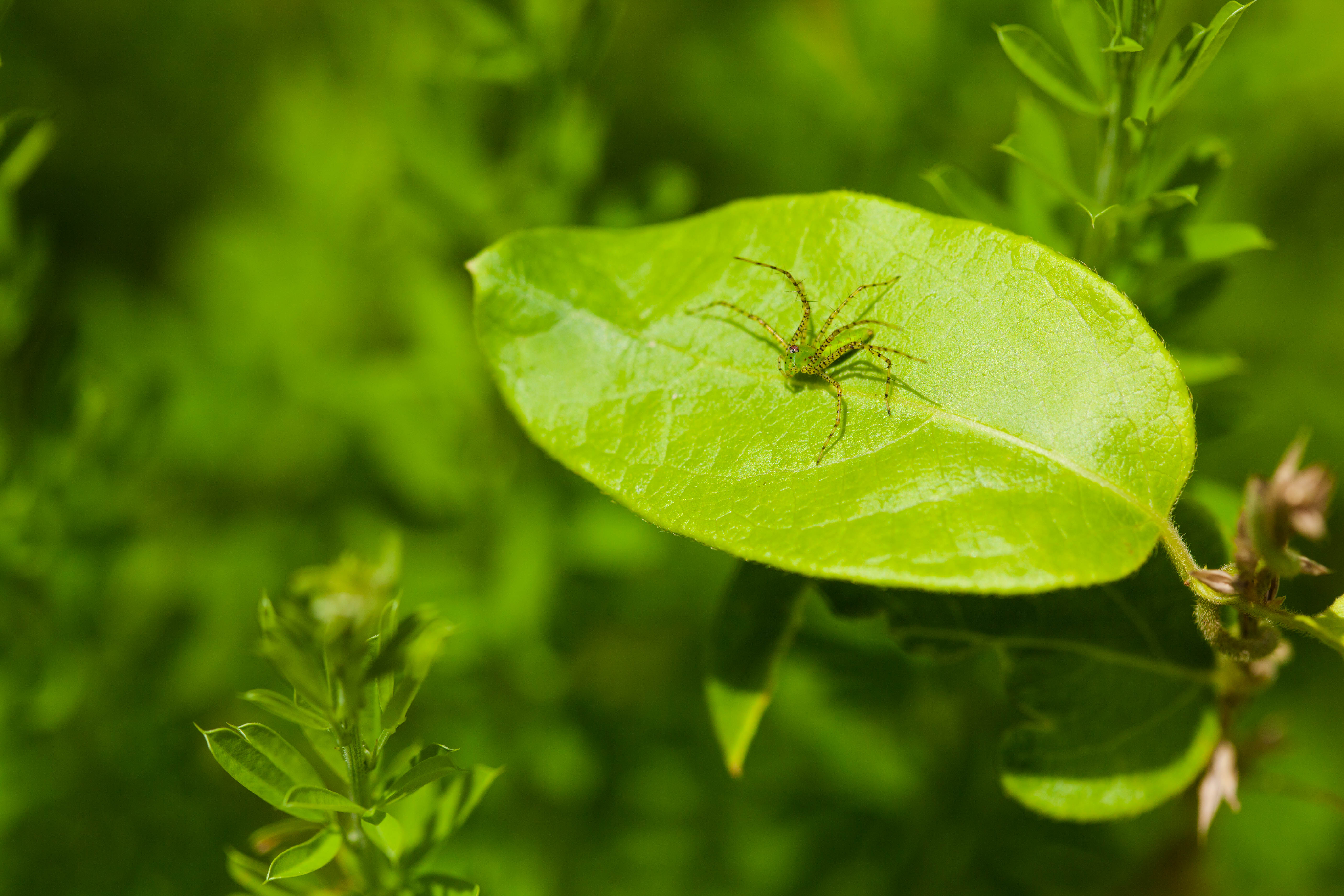
Auf Beute lauerndes Weibchen mit angehobenen Vorderbeinen

Bei der Laufjagd sucht die Grüne Luchsspinne aktiv in der Vegetation nach Beutetieren und greift dabei auf ihre Agilität zurück. Gelegentlich wechselt sie zur Lauerjagd über, bei der sie an einer Stelle reglos verweilt und eine charakteristische Lauerhaltung einnimmt. Insbesondere das Weibchen bevorzugt diese Jagdmethode und führt diese gerne auf der Oberfläche von Blättern aus. Dafür spreizt es sich an einem geeigneten Ort zum Lauern nach Eigenart der Luchsspinnen aus und hebt die vorderen Beine an. In dieser Position verweilt die Spinne, bis ein Beutetier in Reichweite gelangt. Der Zugriff erfolgt dann im Sprung. Das Beutetier wird mittels eines durch die Cheliceren verabreichten Giftbisses außer Gefecht gesetzt. Beim Beutezugriff schreckt die Spinne auch nicht vor Beutetieren zurück, die ihre eigenen Dimensionen übertreffen. Die nicht verwertbaren Reste eines Beutetiers, etwa sein Exoskelett (Außenpanzer), werden von der Spinne nach der Nahrungsaufnahme fallengelassen.
Durch ihre grüne Farbgebung und behaarten Beine ist die Grüne Luchsspinne bei der Suche nach Beutetieren an der Basis von Rispen oder zwischen den Blütenstielen, die ein sehr ähnliches Erscheinungsbild aufweisen, vor Beutetieren gut verborgen. Allerdings ließ sich die Art auch schon jagend auf roten Blättern von Baumwolle nachweisen, auf denen sie optisch sehr hervorsticht. Eine erfolgreiche Jagd der Spinne erwies sich aber auch dort als möglich.

#### Beutespektrum und Auswirkung des Verzehrs

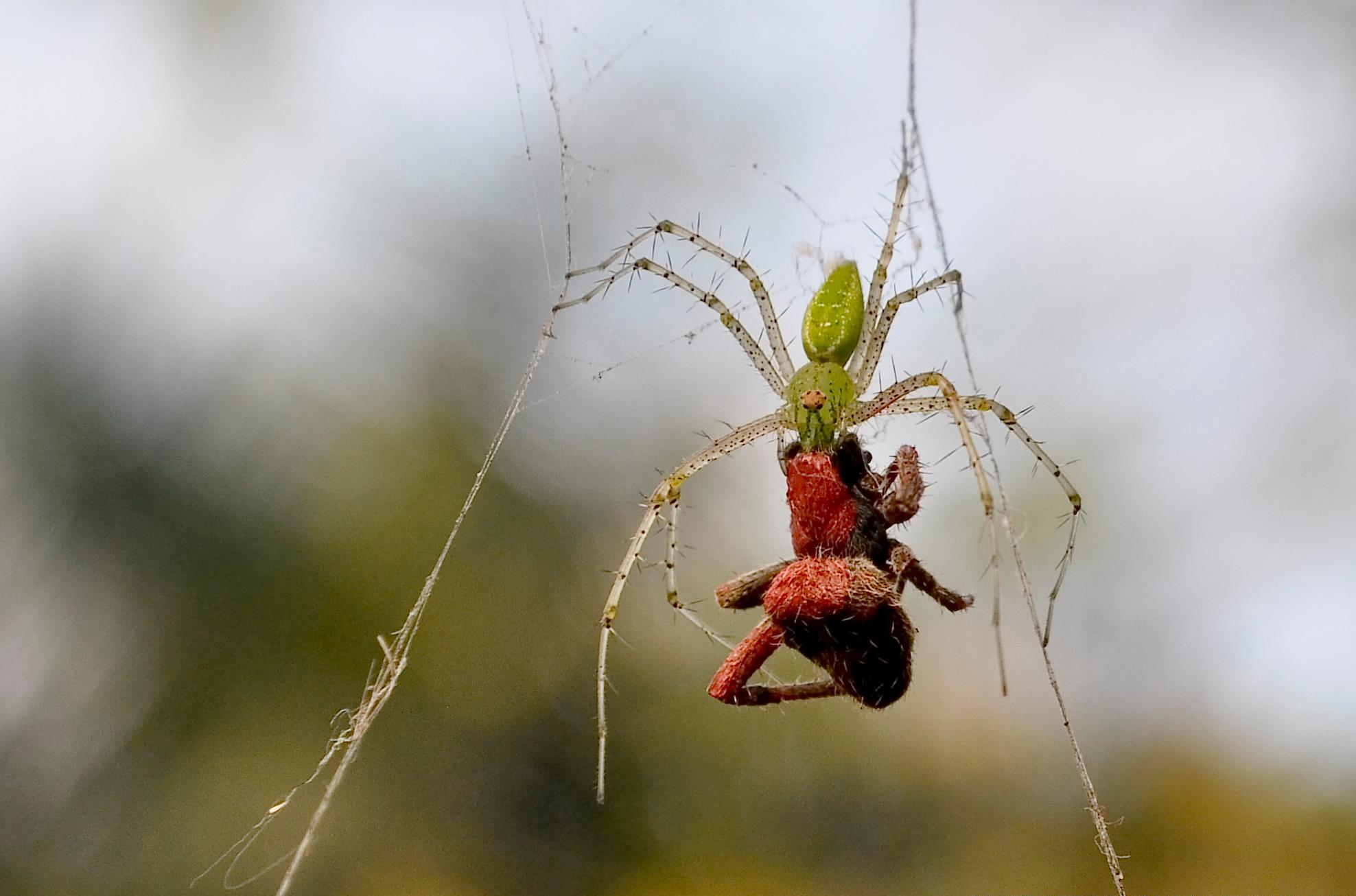
Weibchen mit erbeuteter Jagdspinne (Pisauridae sp.). Durch ihre effektive Jagdweise kann die Grüne Luchsspinne auch derart wehrhafte Beutetiere vergleichsweise leicht überwältigen.

Die Grüne Luchsspinne ist ein opportunistischer Jäger und demzufolge nicht euryphag (nicht auf bestimmte Nahrung angewiesen). Sie erbeutet alle möglichen anderen Gliederfüßer, die sie zu überwältigen vermag. Ihr Beutespektrum umfasst dabei vorzugsweise Schmetterlinge, Hautflügler und andere Spinnen. Unter den Schmetterlingen bilden insbesondere Spanner (Geometridae), Eulenfalter (Noctuidae) und Zünsler (Pyralidae) geläufige Beutetiere. Daneben ließen sich als Beutetiere auch der Baumwollkapselbohrer (Helicoverpa zea), die Art Alabama argillacea aus der Familie der Erebidae und der Aschgrauen Höckereule (Trichoplusia ni) belegen. Unter den Hautflüglern werden neben der Westlichen Honigbiene (Apis mellifera) häufig Faltenwespen (Vespidae) und Grabwespen (Spheciformes) aus der Familie der Sphecidae erbeutet. Innerhalb dieser Ordnung bevorzugt die Grüne Luchsspinne vor allem Feldwespen (Polistinae) der Gattung Polistes. Verschiedene Zweiflügler, darunter auch große Raupenfliegen (Tachinidae) erweitern ihr Beutespektrum.

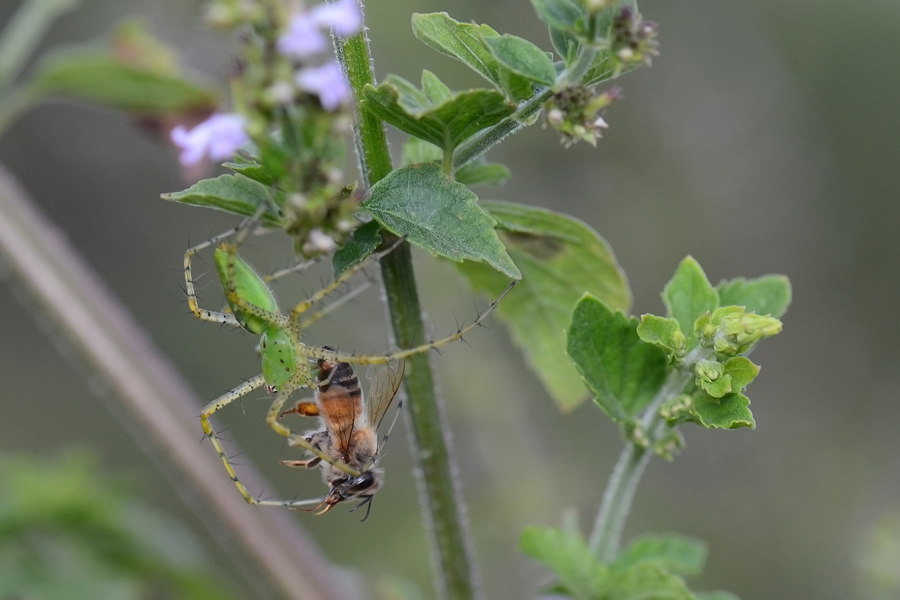
Weibchen beim Verzehr einer Biene. Bienen und andere Blütenbesucher zählen zur Hauptbeute der Grünen Luchsspinne.

Da die Grüne Luchsspinne mitunter in hoher Individuendichte vorkommen kann, wird sie innerhalb ihres Habitats zu den bedeutendsten Prädatoren dort ebenfalls vorkommender Insekten gesehen. Ferner zählen zu den häufigsten Beutetieren der Art auch Bestäuber, so können Bienen nach bisherigen Kenntnissen etwa 22 % der gesamten Beutetiere ausmachen. Mit einer durchschnittlichen Anzahl von drei Beutetieren pro Tag ist die Beuterate der Grünen Luchsspinne verglichen mit anderen Spinnen hoch, bei denen sich diese Rate auf etwa eine bis anderthalb Beuteobjekte je Tag beläuft. Allerdings scheint die Populationsdichte der Grünen Luchsspinnen von der Anzahl an Blütenbesuchern abhängig zu sein, sodass die Art wie andere Spinnen ihre Menge an Beutetieren anpassen kann.
Anhand von Versuchen ließ sich belegen, dass als Beutetiere der Grünen Luchsspinne in Frage kommende Blütenbesucher zwar Blüten umgehen, auf der sich Testobjekte in Form falscher roter Spinnen befanden, jedoch tatsächliche Individuen der Grünen Luchsspinne nicht wahrnehmen konnten. Die von der Präsenz der Grünen Luchsspinne ausgehende Auswirkung auf die Vegetation wird vor allem anhand der Pflanzenart Cnidoscolus multilobus aus der Familie der Wolfsmilchgewächse (Euphorbiaceae) deutlich. Am Anfang der Phänologie (Aktivitätszeit) sind wenig Individuen dieser Spinnenart vorhanden, dafür fällt die Zahl blütenbesuchender Insekten höher aus. Schließlich steigt die Anzahl von Exemplaren der Grünen Luchsspinne, ehe diese wieder zum Schluss der Phänologie wieder fällt. Zum Anfang und dem Ende der Phänologie der Spinne, wo diese dann in geringerer Zahl vorkommt, ist im Umkehrschluss die Rate befruchteter Samen von C. multilobus aufgrund der höheren Anzahl von Bestäubern ebenso erhöht. Da Bienen und Schmetterlinge vermutlich nicht in der Lage sind, Rot- und Grüntöne zu erkennen, gilt dies auch für die Grüne Luchsspinne, womit ihre Färbung demnach dazu dient, vor diesen Beutetieren verborgen zu bleiben. Eine andere Theorie besagt, dass rote Zeichenelemente bei Spinnen bestimmte Wellenlängen absorbieren, wodurch diese dann dadurch für Insekten unsichtbar werden, während diese Zeichenelemente als Warnsignale gegenüber Prädatoren wie Vögeln und anderen Wirbeltieren fungieren.
Neben der Phänologie der Grünen Luchsspinne hängt die Zahl verstreuter Samen von C. multilobus auch von deren allgemeiner Häufigkeit auf der Pflanze ab. Die Bestäubungsrate von Pflanzen mit Spinnen fällt für gewöhnlich geringer aus. Die einzige Ausnahme ist im August, wenn die Höchstzahl von Blütenbesuchern bei C. multilobus zu vermerken ist. Dies lässt sich eventuell mit dem zu dieser Zeit hochausfallenden Nahrungsangebot für die Grüne Luchsspinne erklären, das dazu führt, dass der Bedarf an Beutetieren für die Spinne früher gedeckt ist. Das gleiche Phänomen tritt auch bei der Pflanzenart Haplopappus venetus aus der Familie der Korbblütler (Asteraceae) auf. Dennoch kann sich die Lebensfähigkeit der Samen von Pflanzen um nach bisherigen Kenntnissen 17 % erhöhen, sollten diese von der Grünen Luchsspinne bewohnt werden. Dies konnte anhand der Pflanzenart Cnidoscolus aconitifolius aus der Familie der Wolfsmilchgewächse ermittelt werden. Dies deutet darauf hin, dass das Erlegen von Beutetieren, die die Pflanze schädigen oder deren Samen vertilgen, sich positiv auf die Bestände der Pflanze auswirkt. Da Exemplare der Grünen Luchsspinne nachgewiesen wurden deren Körper mit Pollen bedeckt waren, besteht die Theorie, dass die Spinne selber auf bislang ungeklärte Art die von ihr durch das Erbeuten bestäubender Insekten ausgehenden Verluste ausgleicht.

Weibchen mit verschiedenen Beutetieren
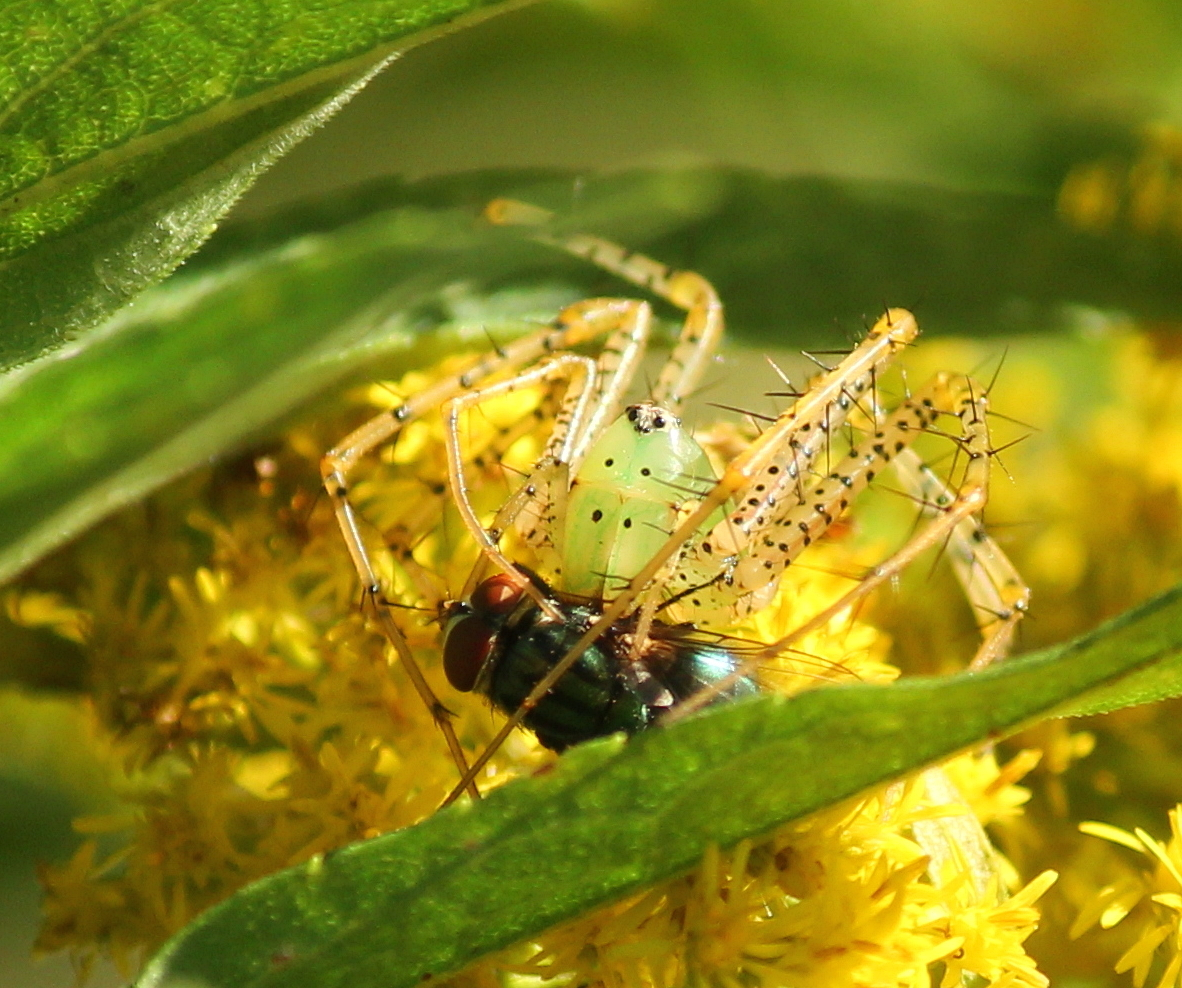
Fliege
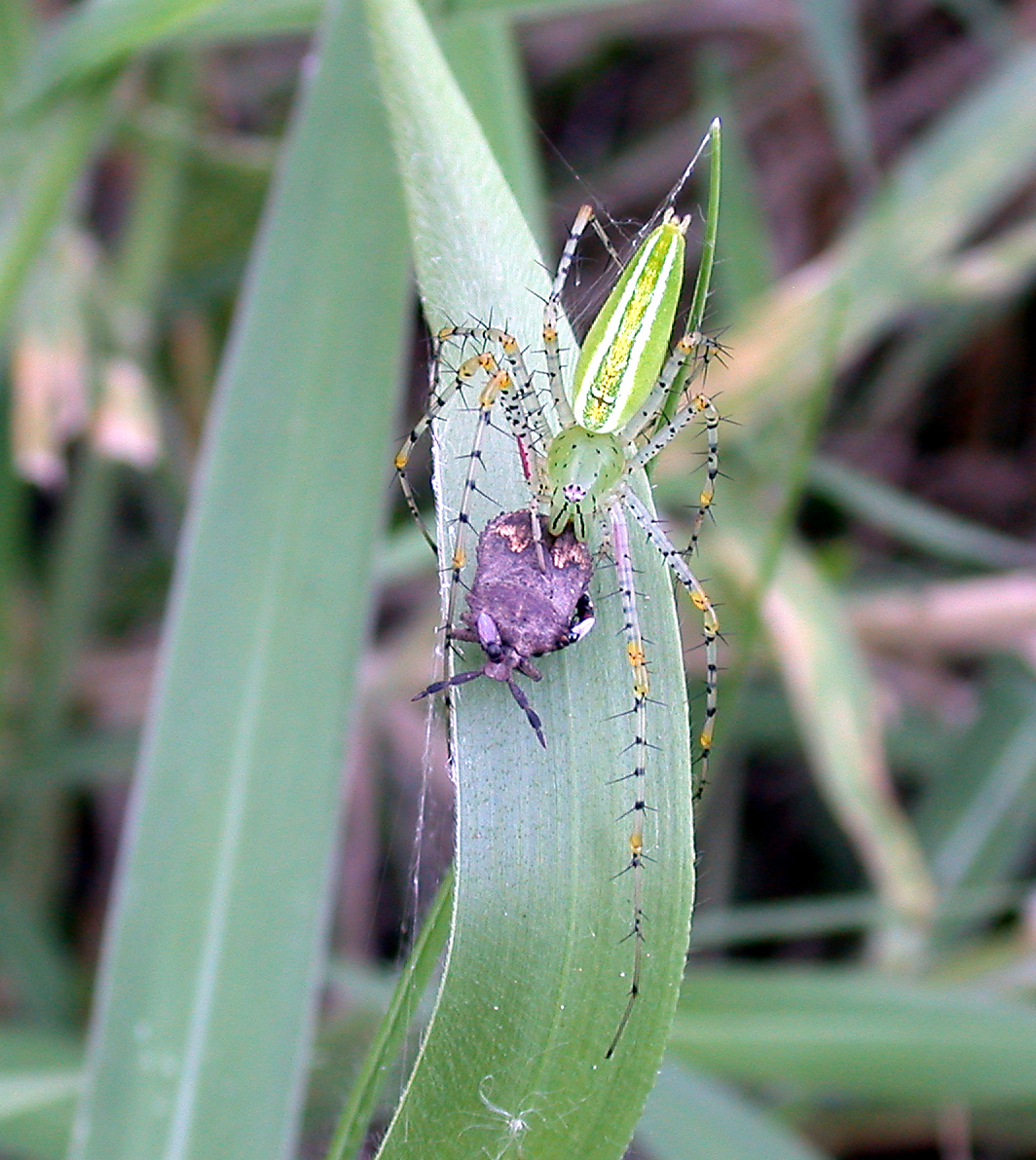
Wanze
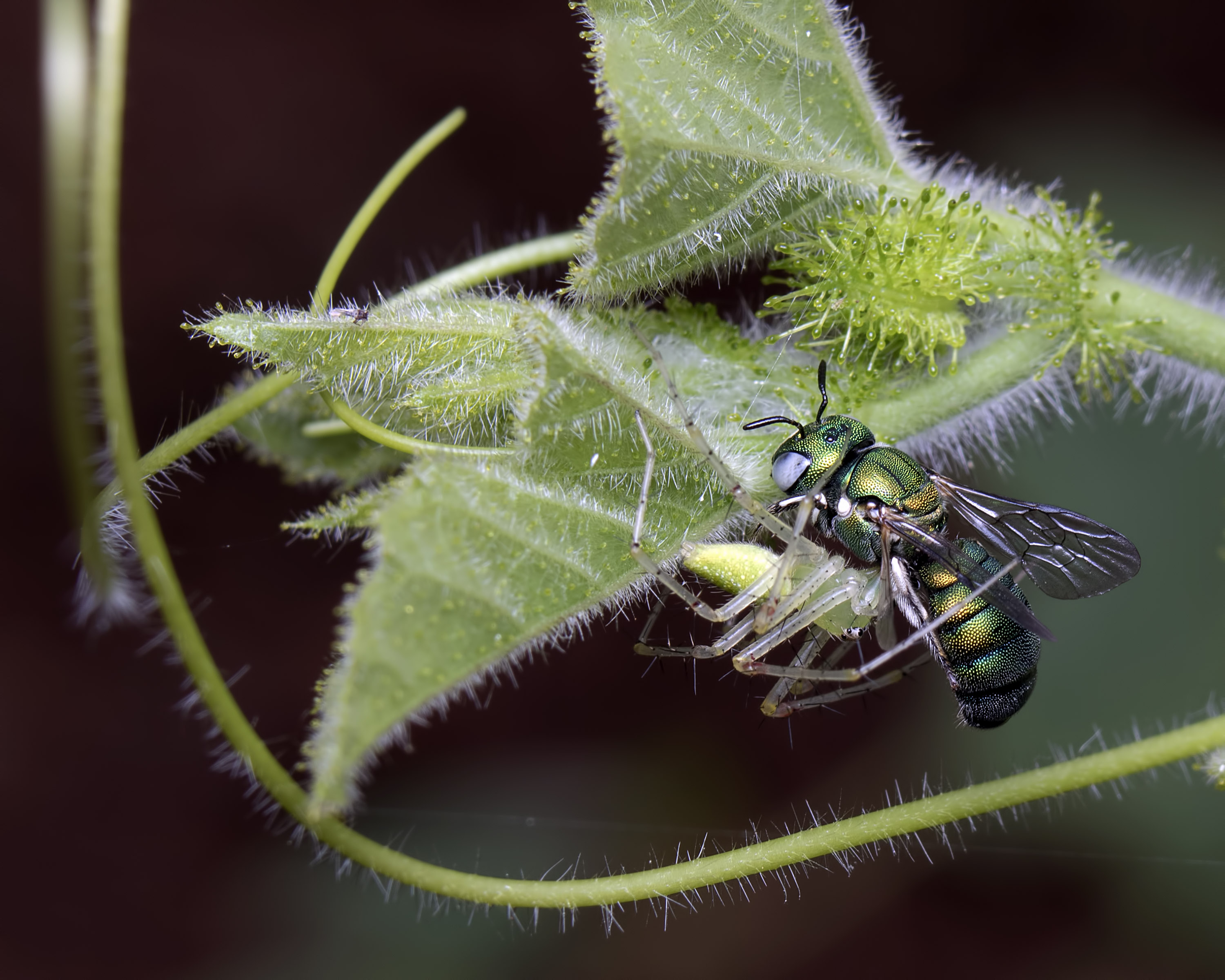
Holzbiene
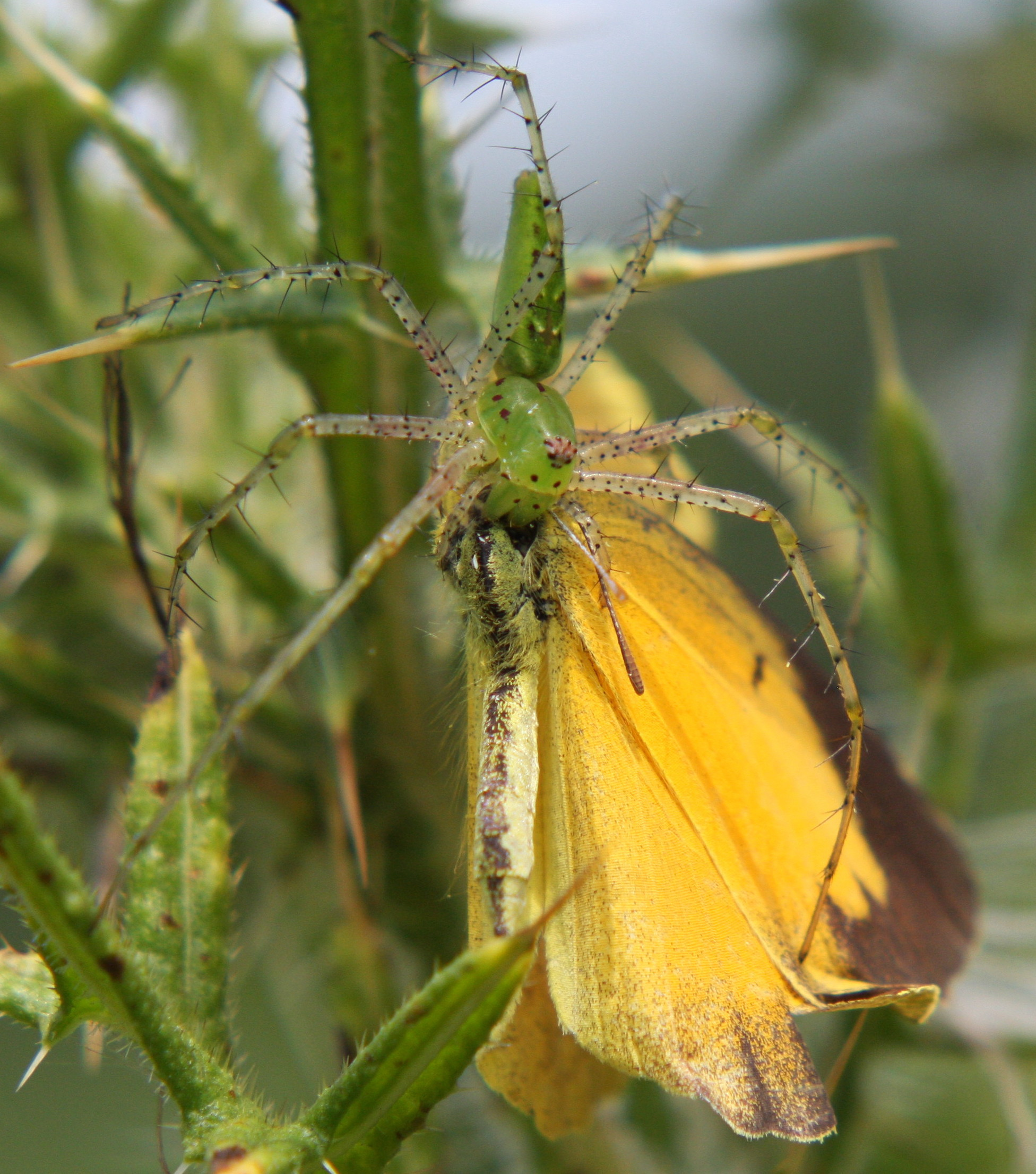
Tagfalter
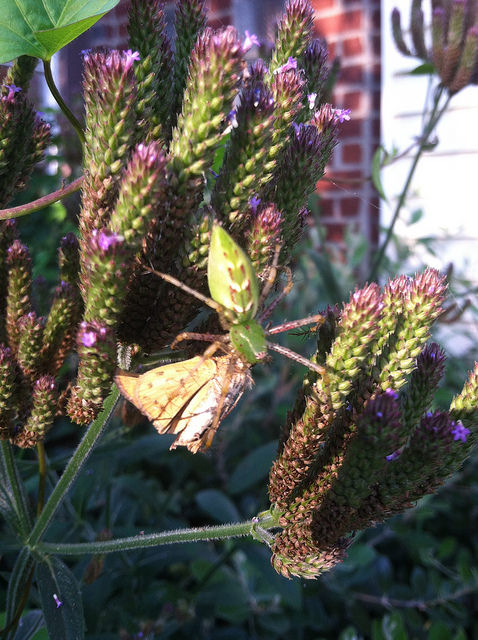
Nachtfalter
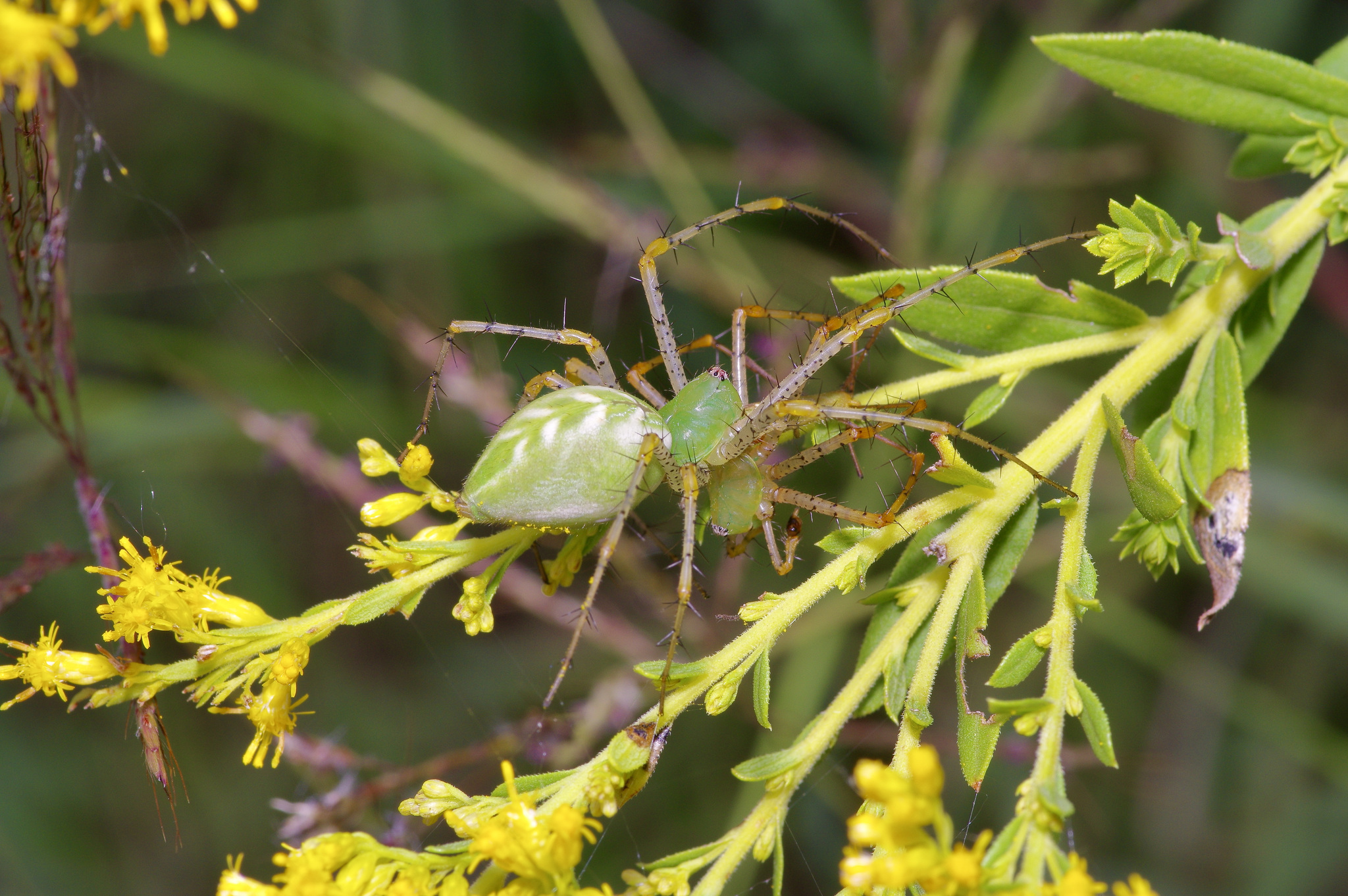
Männchen (Kannibalismus)

### Natürliche Feinde und Verteidigung

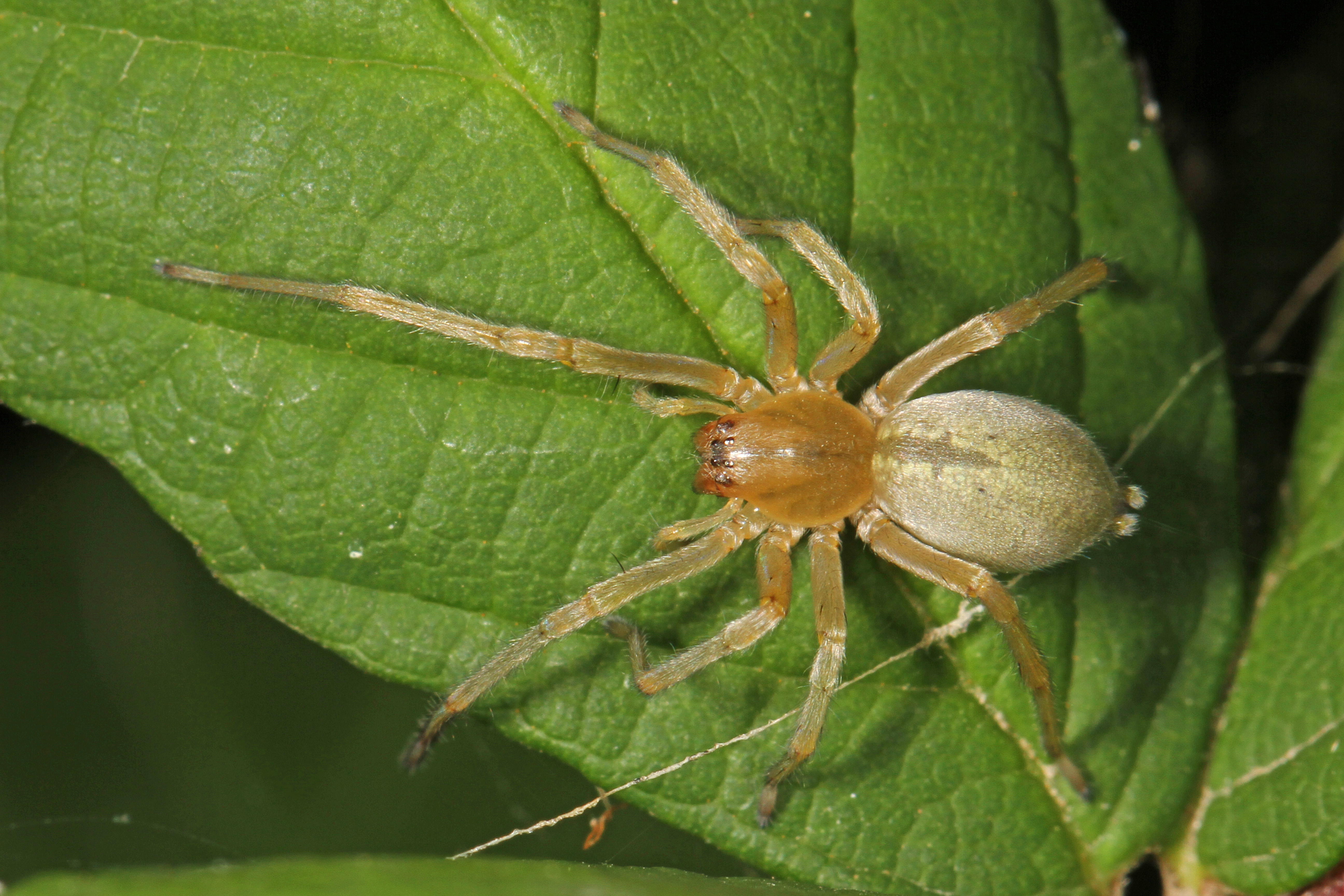
Zu den Prädatoren der Grünen Luchsspinne zählen mitunter auch andere Spinnen, etwa Echte Dornfinger (Cheiracanthium sp.)

Als Prädatoren der Grünen Luchsspinne kommen wahrscheinlich vor allem Wirbeltiere wie Vögel, Eidechsen oder kleinere Säuger in Frage. Unter den Gliederfüßern treten mitunter verschiedene Ameisen und Wespen als Antagonisten der Art auf. Allerdings können ihr auch andere Spinnen wie Echte Dornfinger (Cheiracanthium) oder weitere Arten der Gattung Peucetia gefährlich werden.
Ein gewisser Schutz vor Fressfeinden dürfte der Grünen Luchsspinne bereits durch ihre Tarnung gegeben sein. Daneben verfügt sie wie die gattungsverwandte Art P. longipalis über eine für Spinnen ungewöhnliche Methode zur Feindabwehr – die Art ist in der Lage, Gift in Richtung eines Angreifers zu spritzen. Allerdings ließ sich dies nur bei Weibchen nachweisen, die einen Eikokon bewachen, sodass ausbleibt, ob das Männchen oder die Jungtiere der Spinne ebenfalls in der Lage sind, diese Verteidigungsmethode anzuwenden. Dem bisherigen Kenntnisstand nach zu urteilen, dient die Fähigkeit zum Giftspritzen dem Weibchen der Grünen Luchsspinne zur Verteidigung ihrer Nachkommen, zumal dieses Verhalten erst gegen Ende des Sommers auftritt und dann innerhalb von sechs bis acht Wochen vorkommen kann. Das Verspritzen von Gift wird vermutlich gegen größere Angreifer eingesetzt, da es nie bei kleineren, etwa anderen Spinnen, beobachtet werden konnte.
Ein Weibchen der Grünen Luchsspinne sprüht zumeist nur einmalig und selten mehrfach hintereinander mit abnehmender Giftmenge, was damit zusammenhängen mag, dass eine leere Giftdrüse erst wieder innerhalb von zwei Wochen gefüllt wäre und der Spinne andernfalls kein Gift zur Verfügung stünde. Allerdings ist überliefert, dass im Falle einer Bewachung des Muttertiers die Überlebenschancen von Jungtieren der Art mit 70 % weitaus höher ausfallen als bei welchen, wo keine Brutpflege stattgefunden hat. In letztem Fall beträgt die Überlebenschance nur 10 %. Dennoch bleibt unklar, ob dies mit der Fähigkeit des Giftspritzens zusammenhängt.
Bemerkenswert ist, dass der Strahl aus dem verspritzten Gift nach vorne ausgeht, obwohl sich die Austrittsöffnung für das Gift an den Cheliceren jeweils auf der Rückseite befindet. Ein Verspritzen von Gift in Richtung eines Angreifers gelingt der Spinne, indem diese die Cheliceren spreizt und die Klauenglieder aufklappt. Dadurch wird erreicht, dass das Gift ventral austreten kann, wobei es in waagerechte Richtung verschossen wird, sollte die Spinne sich in einer schräg hängenden Position befinden. Durch diese Eigenschaften ist es der Spinne möglich, ihr Gift zielgenau nach vorne zu verspritzen.
Im Gegensatz etwa zu den Echten Speispinnen (Scytodes ) aus der Familie der Speispinnen (Stycodidae), die ebenfalls in der Lage sind, Gift zu verspritzen, sind die Cheliceren der Grünen Luchsspinne nicht für den Zweck des Giftspritzens modifiziert. Bei den Echten Speispinnen hingegen sind die Austrittsöffnungen verbreitert und um 90° nach außen gedreht, sodass diese ihr Gift ähnlich wie Speikobras direkt nach vorne verspritzen. Allerdings verspritzen die Echten Speispinnen anders als die Grüne Luchsspinne ein Gemisch aus Gift und einer leimartigen Substanz, das primär der Immobilisierung von Beutetieren und nicht der Feindabwehr dient. Insofern ist die Fähigkeit des Giftspritzens bei der Grünen Luchsspinne und weiteren Arten der Gattung Peucetia einzigartig.

### Lebenszyklus und Phänologie
Der Lebenszyklus der Grünen Luchsspinne ist in die für Spinnen üblichen Phasen der Fortpflanzung, der Eiablage und des Heranwachsens gegliedert. Er wurde bei dieser Art 1966 ausführlich von Willard H. Whitcomb, Julia M. Hite und Harriet Exline anhand von Individuen der Spinne im US-Bundesstaat Arkansas untersucht.
Die Phänologie (Aktivitätszeit) ausgewachsener Individuen der Grünen Luchsspinne ist je nach geographischer Lage variierend, jedoch nicht im Gänze erforscht. Im Großteil des Verbreitungsgebiets der Spinne beläuft sich diese im Zeitraum zwischen den Monaten Mai und November. So sind in Arkansas etwa ausgewachsene Spinnen vor dem Juli kaum zu finden und fast alle juvenilen Individuen dort bis September ausgewachsen. In südlicheren Teilen des Verbreitungsgebiets, etwa den US-Staaten Kalifornien oder Florida können ausgewachsene Individuen der Spinne auch ganzjährig angetroffen werden. Das Männchen der Art tendiert dazu, geringfügig früher als das Weibchen die Geschlechtsreife zu erlangen.

#### Fortpflanzung
Die Fortpflanzung der Grünen Luchsspinne beginnt mit der Spermienaufnahme des Männchens. Diesem Prozess folgt das Zusammentreffen der Geschlechtspartner und dann eine Balz, ehe die eigentliche Paarung stattfindet. Das Fortpflanzungsverhalten der Art wurde 1965 ebenfalls von Whitcomb analysiert. Zumindest in Arkansas findet die Fortpflanzung der Spinne im Zeitraum zwischen Anfang Juli bis September statt.

##### Spermienaufnahme des Männchens
Das Männchen der Grünen Luchsspinne beginnt einen oder zwei Tage nach seiner letzten Häutung mit der Spermienaufnahme, wobei dieser Prozess bei der Art nicht im Gänze erforscht ist. Das Männchen legt ein trianguläres Spermanetz an, das aus feinen Spinnfäden besteht, die das Netz fast unsichtbar werden lassen. Nur unter gewissen Lichtbedingungen ist das Gespinst sichtbar. Es ist überliefert, dass das Männchen zur Spermaaufnahme auf das Netz mit seinen Pedipalpen trommelt.

##### Balz

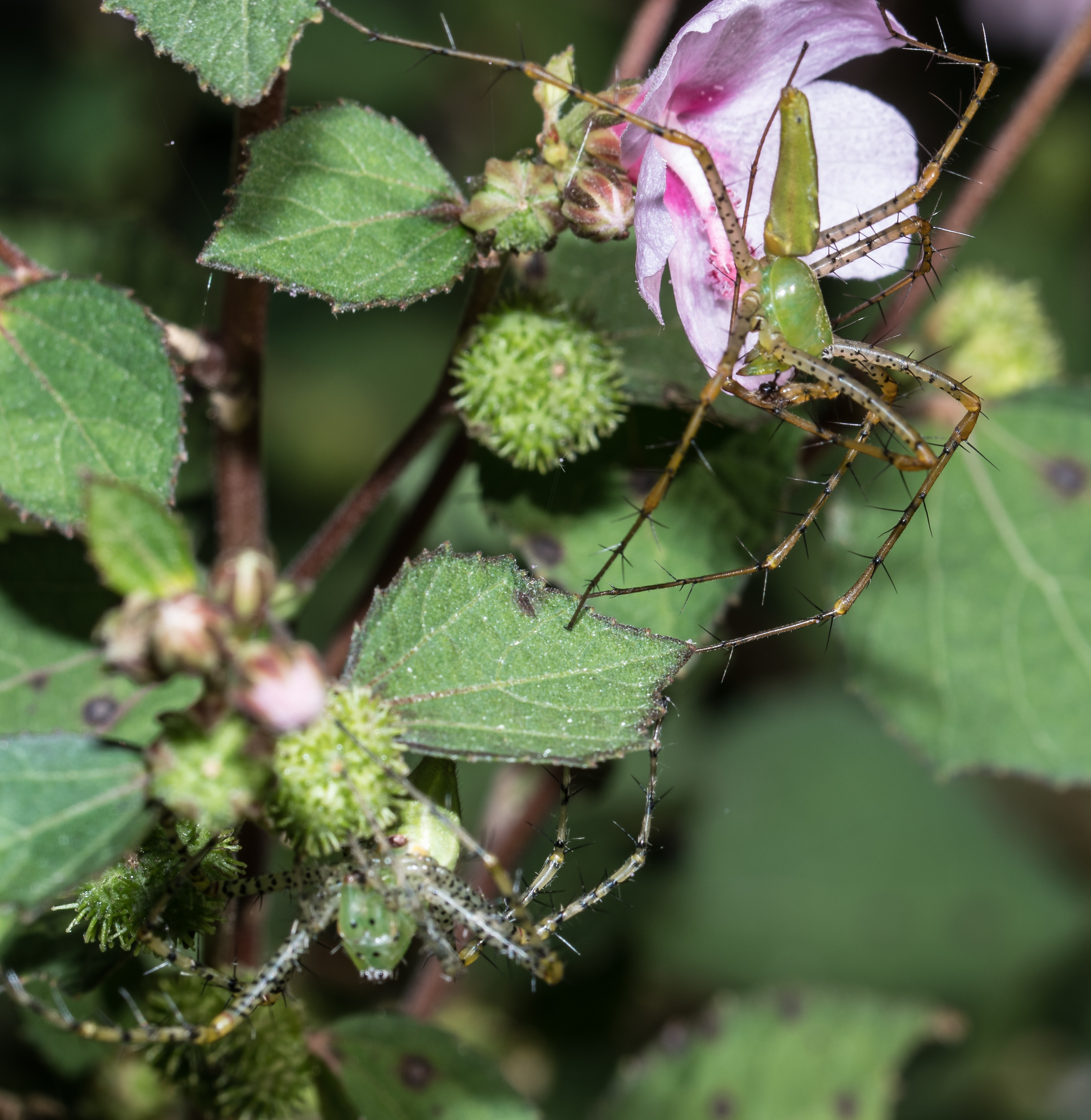
Balzendes Männchen, unten das Weibchen.

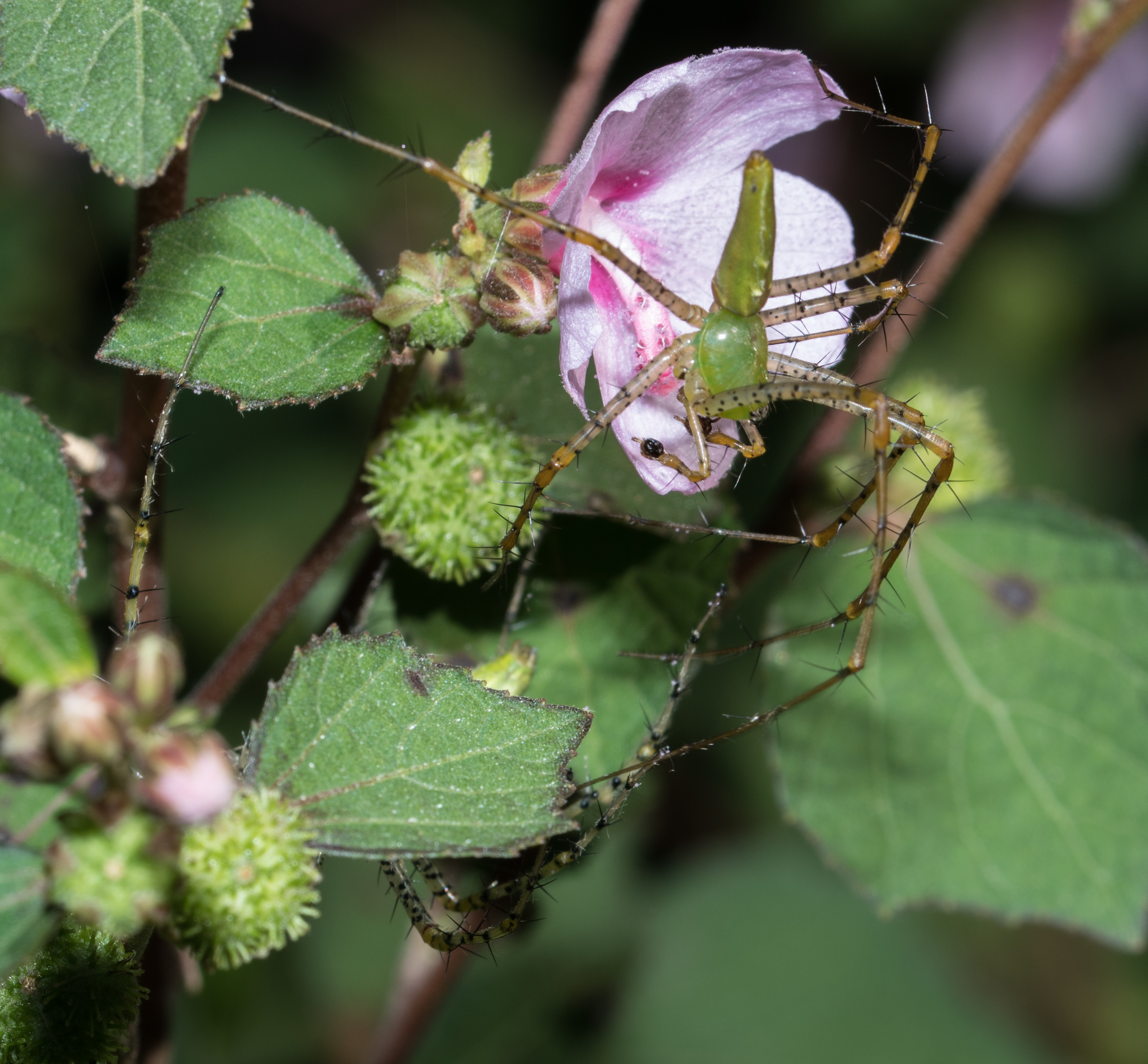
Dito, hier bereits mit den beiden sich berührenden Geschlechtspartnern.

Das Balzverhalten der Grünen Luchsspinne dauert gut 11 Minuten und ist wie bei anderen der Überfamilie der Wolfspinnenartigen (Lycosoidea) angehörigen sehr ausgeprägt. Das Balzverhalten der Grünen Luchsspinne ähnelt insgesamt sehr dem von Wolfspinnen (Lycosidae). Im Gegensatz zu diesen spielen bei der Balz der Grünen Luchsspinnen visuelle Reize eine größere Rolle gegenüber taktilen.
Das Weibchen der Art ist zur Fortpflanzung bereit, sobald seine Cuticula (Außenhaut des Exoskeletts) nach dessen letzter Häutung vollständig ausgehärtet ist. Ein Männchen nimmt eine potentielle Geschlechtspartnerin optisch und zumeist aus einer Entfernung von 12 bis 14 Zentimetern wahr. Zur Balz vibriert das Männchen mit seinem Opisthosoma in einzelnen Perioden, die je acht bis zehn Sekunden andauern und je zwei bis drei Vibrationseinheiten je Sekunde beinhalten. Während es weiterhin mit dem Opisthosoma vibriert, hebt das Männchen abwechselnd sein erstes und zweites Beinpaar nach oben und trommelt gleichzeitig mit seinen Pedipalpen auf den Untergrund. Zeitgleich mit dem Vollführen dieser Bewegungen nähert sich das Männchen schrittweise dem Weibchen an, bis es dessen vordere Beine mit seinen beiden vorderen Beinpaaren berührt. Dabei kommen die Tarsen (Fußglieder) vom beanspruchten Beinpaar des Männchens entweder mit den jeweiligen Femora, den Patellae oder den Tibien des Weibchens in Berührung.
Die Balz setzt sich fort, sofern das Weibchen die Paarungswilligkeit des sich annähernden Männchens erwidert. Ist dies nicht der Fall, stürmt das Weibchen auf das Männchen zu, wobei letzteres sich dann hastig zurückzieht. Ist das Weibchen paarungswillig, hebt es seine vorderen Beine in einer geneigten Position an und hält diese Beine so lange oben, bis sich die Beine beider Geschlechtspartner einander berühren, wobei die jeweiligen Tarsen des Männchens mit den Patellae des Weibchens in Berührung geraten. Dies geschieht wechselhaft, so berührt etwa das Männchen zuerst mit dem linken beanspruchten Tarsus die rechte Patella des Weibchens und daraufhin mit dem rechten Tarsus die linke Patella seiner Partnerin oder umgekehrt. Diese gegenseitigen Berührungen werden rapide und sich wiederholend ausgeführt. Nach etwa 30 Sekunden trennen sich beide Geschlechtspartner kurzzeitig. Dann dreht sich das Weibchen in die entgegengesetzte Blickrichtung um und das Männchen nähert sich ihm von hinten an. Anschließend streicht das Männchen die dorsale und posteriore Fläche des kaudalen (zur Schweifregion) gelegenen Teils vom Opisthosoma des Weibchen sowie dessen oberen Teil dessen beider hinteren Beinpaare mit den Tarsen seiner beiden vorderen Beinpaare. Das Weibchen bewegt sich dann rasch über eine kurze Distanz und springt kopfüber mit einem gespannten Sicherungsfaden etwa vom Ende eines Blattes. Es kann auch vorkommen, dass das Weibchen über längere Zeit umherrennt, während das Männchen ihm folgt, ehe das Weibchen abspringt.
Sobald das Weibchen abgesprungen ist, hängt es kopfüber in einer vertikalen Position an dem gespannten Faden nach heutigem Kenntnisstand zumindest etwa 2,5 Zentimeter unter der jeweiligen Absprungfläche. Das Männchen betastet unmittelbar nach dem Absprung des Weibchens den von ihm gespannten Faden und dreht es mit seinen beiden vorderen Beinpaaren, bis die Ventralseite des Weibchens dem Männchen zugewandt ist. Dabei kann es auch vorkommen, dass das Männchen das Weibchen zwei- bis dreimal dreht. Im Regelfall vollführt das Männchen die Drehung des Weibchens, indem es dessen Faden berührt. Seltener berührt es neben dem Faden auch die Beine und den Körper seiner Geschlechtspartnerin. Zur Vollendung dieser Aktivität muss das Männchen sich nicht selten vom Untergrund weg zum Weibchen strecken. Sollte die Ventralseite des Weibchens dem Männchen bei einem Drehversuch nicht zugewandt sein, dreht dieses das Weibchen von neuem.
Sobald sich das Weibchen in einer passenden Position befindet, lässt sich das Männchen ebenfalls kopfüber an einem gespannten Faden so fallen, dass die Ventralseiten beider Geschlechtspartner nun einander zugewandt sind, wobei sich das Männchen nach dem Absprung allerdings leicht über dem Weibchen befindet. Das Männchen trommelt dann auf das Ende des Opisthosoma des Weibchens mit seinen Pedipalpen und den Tarsen seiner vorderen Beine, wobei sein Körper gleichzeitig zittert. Das Weibchen biegt seinen Körper daraufhin in eine leicht U-förmige Lage mit der Epigyne an der Basis der geformten Kurve. Daraufhin findet die eigentliche Begattung statt.

##### Paarung

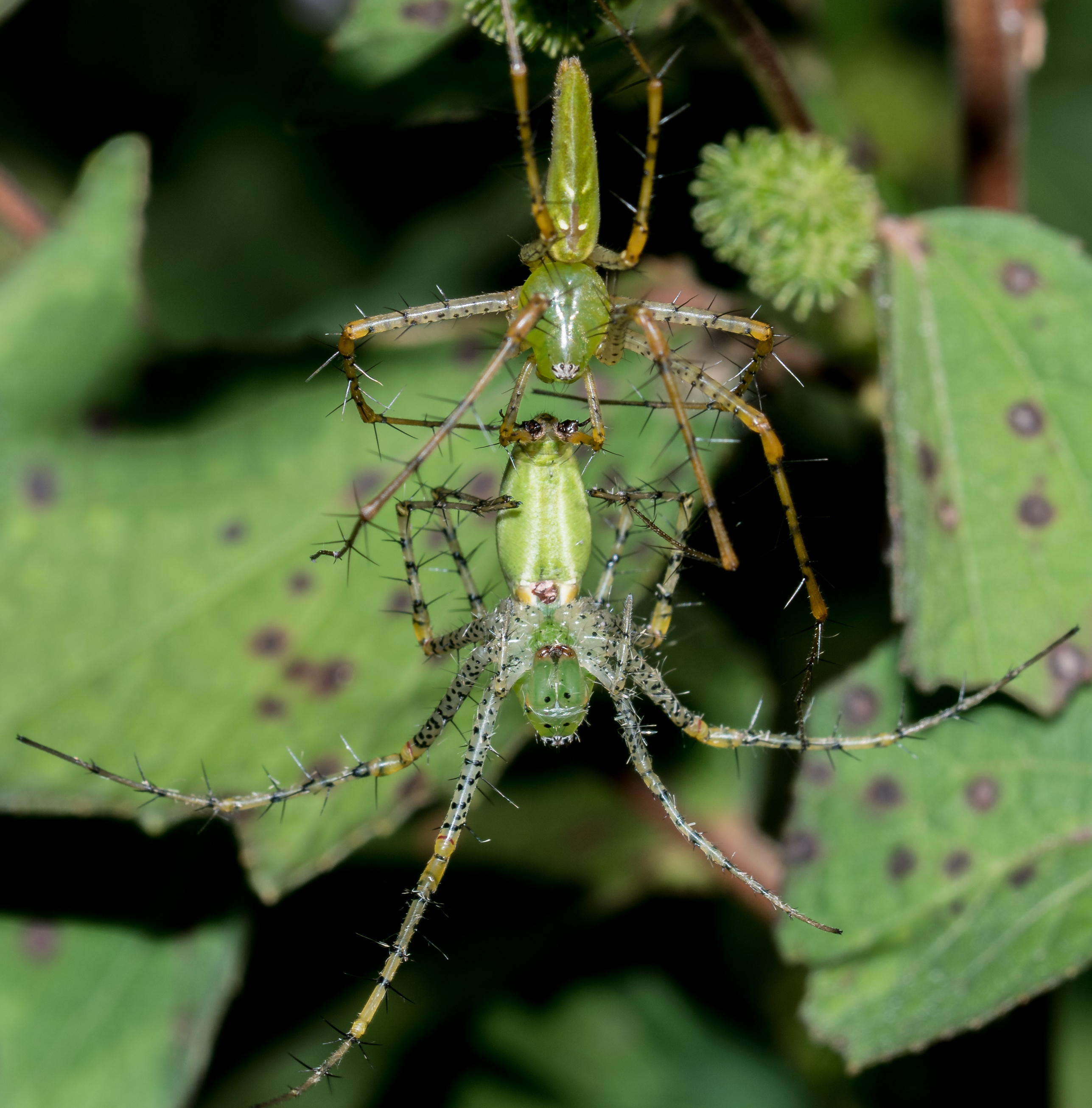
Zwei Geschlechtspartner Grünen Luchsspinne – oben das Männchen und unten das Weibchen – unmittelbar vor der Paarung.

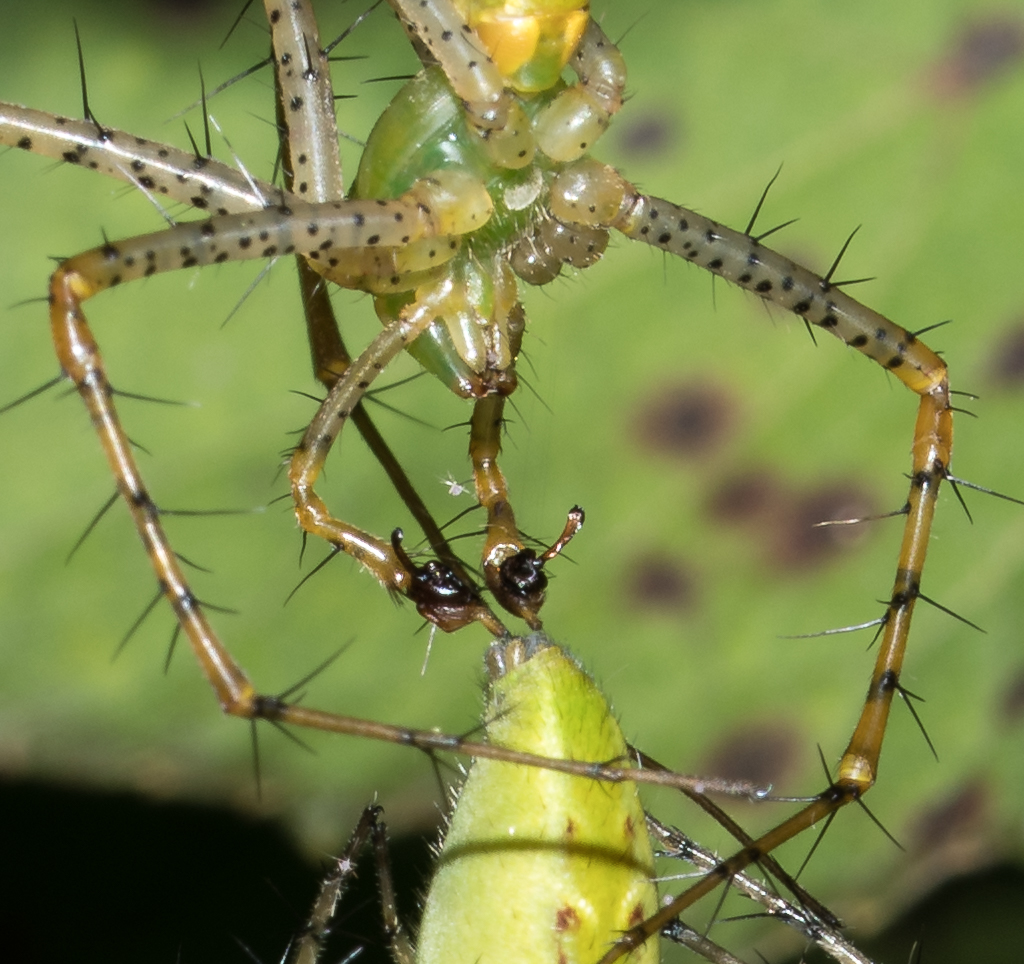
Dito, hier mit den Bulbi des Männchens im Detail.

Die nach der Balz stattfindende Paarung dauert im Falle der Grünen Luchsspinne 10 Minuten an. Befindet sich das Weibchen in der vom Balzverhalten ausgehenden U-förmigen Position, stürzt das Männchen sich selbst vorwärts und beginnt mit der Insertion (Einführung) seiner Bulbi in die Epigyne des Weibchens, wobei jeweils ein Bulbus abwechselnd nach dem anderen eingeführt wird. Der linke Bulbus wird dabei in das rechte Atrium (Vorhof) der Epigyne eingeführt und umgekehrt. Da die Insertion und der Wechsel jedoch ziemlich schnell vonstattengehen, wird vermutet, dass die bisherigen Kenntnisse über die Einfuhr der Bulbi falsch sind und möglicherweise der rechte Bulbus in das rechte Atrium eingeführt wird, was dann auch umgekehrt geschehen würde.
Nach Abschluss der Kopulation zieht sich das Männchen gelegentlich zurück, dreht sich um und kehrt vom Faden auf den Untergrund zurück. In dem Fall tut das Weibchen selbiges. Das Männchen wartet, bis das Weibchen ebenfalls auf dem Untergrund angekommen ist und streicht dabei gelegentlich seine Pedipalpen durch seine Cheliceren. Wieder vereinigt, tappt das Männchen mit den Tarsen seiner beiden vorderen Beinpaare erneut auf die kaudale Region des Weibchens, das sich daraufhin unmittelbar wieder an einem Faden gespannt fallen lässt. Das Männchen dreht das Weibchen erneut in eine passende Lage und lässt sich genauso wie das Weibchen fallen, ehe eine weitere Begattung stattfindet. Insgesamt finden vier bis fünf Kopulationen statt, bevor beide Geschlechtspartner zur Ausgangsfläche zurückkehren. Außerdem lassen sich das Weibchen und das Männchen insgesamt fünf bis sechs Mal fallen, bis der Paarungsakt vollendet ist.
Ein Männchen der Grünen Luchsspinne kann sich auch in aufeinanderfolgenden Tagen mit verschiedenen Weibchen paaren. Allerdings muss das Männchen seinen Bulbi erneut mit Sperma füllen, sodass das Männchen im Regelfall 14 bis 16 Stunden braucht, bis es erneut zu einer Begattung fähig ist. Das Weibchen der Art ist im Gegensatz zum Männchen nach erfolgter Kopulation jedoch nicht mehr zu weiteren fähig und ändert in dem Fall sein Verhalten gegenüber balzenden Männchen schlagartig. Es verscheucht diese, indem es auf diese aggressiv zu rennt. Auffällig ist außerdem, dass das Männchen der Grünen Luchsspinne nach der Begattung die Epigyne seiner Geschlechtspartnerin anscheinend mit einem schwarzen Sekret verschließt, das sich unmittelbar nach dem Auftragen zu verfestigen scheint. Dieses Sekret kann auch die gesamte Epigyne einnehmen. Dies soll vermutlich dazu dienen, eine Begattung des Weibchens durch andere Männchen zu verhindern.

#### Eiablage und Kokonbau

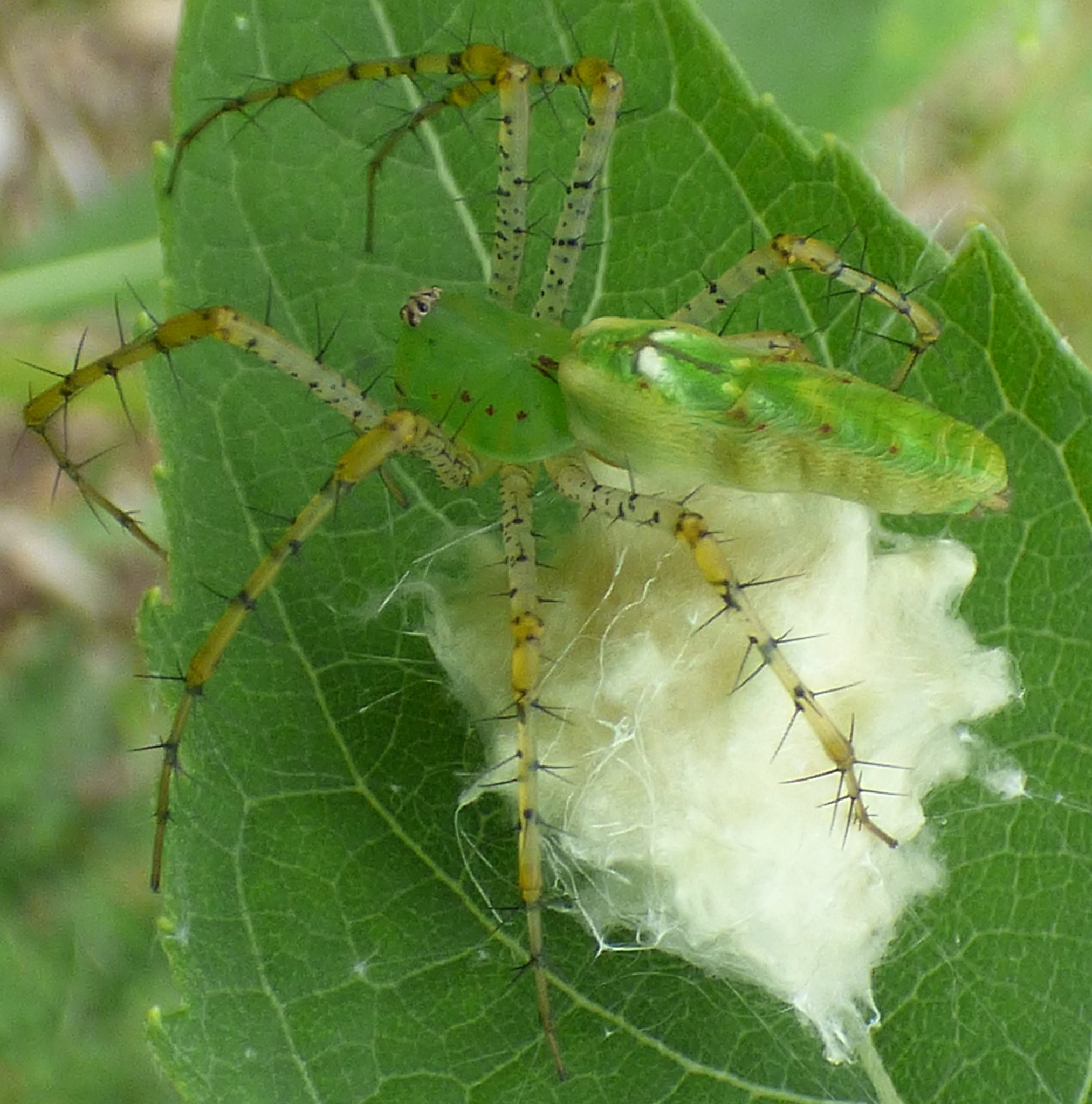
Weibchen mit jüngerem Eikokon

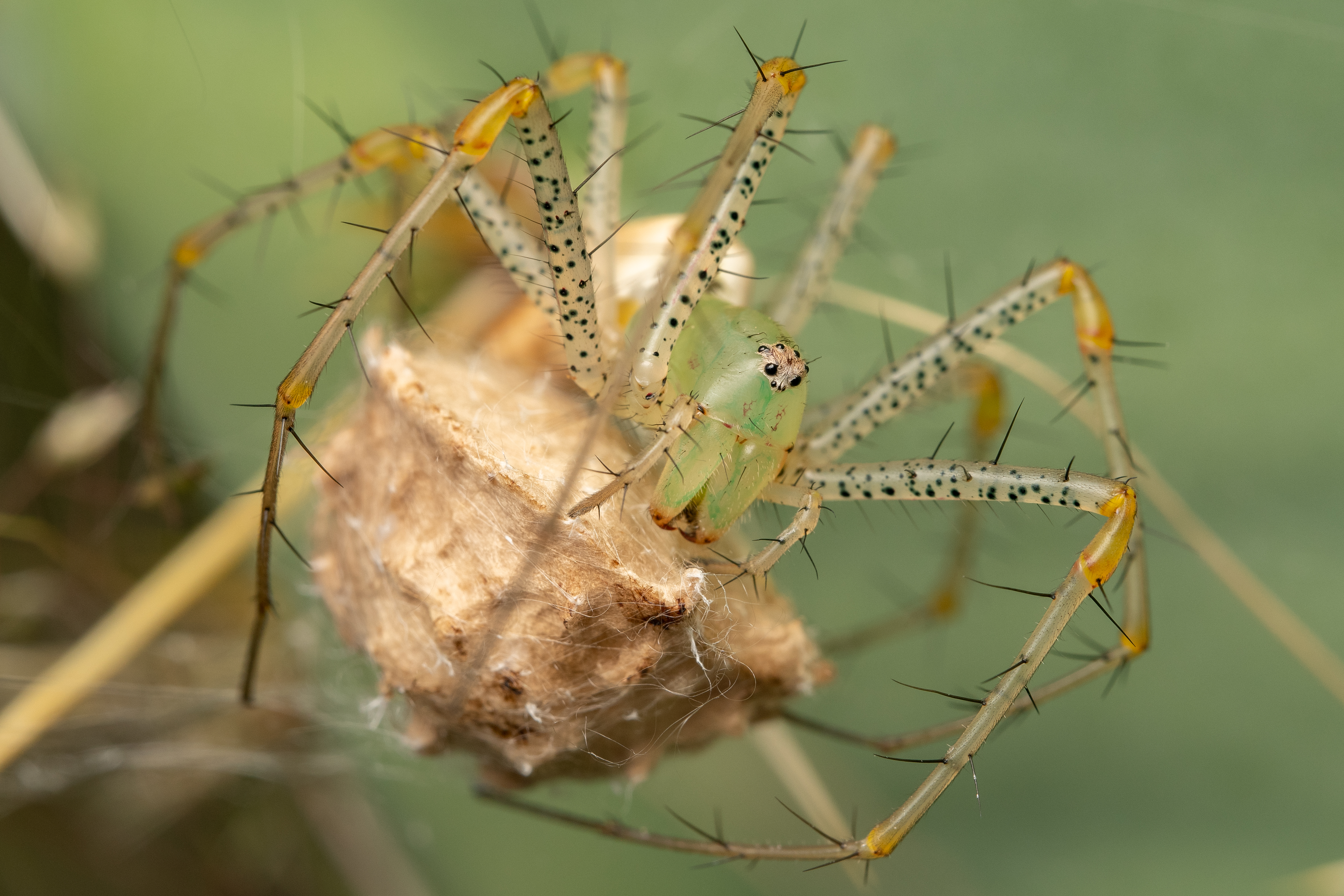
Weibchen mit älterem Eikokon

Ein begattetes Weibchen der Grünen Luchsspinne fertigt 21 bis 28 Tage nach der Begattung einen Eikokon an, der anfangs blassgrün erscheint, mit der Zeit jedoch eine strohartige Farbgebung annimmt. Der rundliche Eikokon hat einen Durchmesser von gut 1,5 bis 2,5 Zentimetern und ist auf einer Seite abgeflacht. Die dicke Außenschicht des Kokons besitzt mehrere kleine Vorsprünge und ist mithilfe eines vom Kokon selber ausgehenden Fadenwerks mit der umliegenden Vegetation verbunden. Der Eikokon wird im Regelfall in den oberen Zweigen von hölzernem Gestrüpp angelegt. In Arkansas sind Eikokons der Art von der ersten Septemberwoche bis Mitte Oktober vorfindbar.
Das Weibchen beginnt für gewöhnlich zwischen 11:00 und 16:00 Uhr mit der Fertigung des Eikokons und benötigt etwa fünf Stunden für den gesamten Aufbau. Das anfangs angelegte Fundament des Kokons setzt sich aus einer polsterartigen Spinnfläche zusammen, an die ein schalenartiges und zum Boden geöffnetes Gebilde befestigt wird. In diese Mulde werden dann die Eier gelegt, ehe diese gänzlich mit Seide umschlossen und somit auch der Kokon vollendet wird. Letztere Schritte nehmen fast die Hälfte der Konstruktionszeit vom Eikokon in Anspruch.
Zumindest unter Laborbedingungen legt das Weibchen der Grünen Luchsspinne nach bisherigen Kenntnissen immer mehr als einen Eikokon an, wobei der zweite dann einen bis zwei Monate nach dem ersten angefertigt wird. Dabei können von einem Weibchen maximal sechs Kokons geschaffen werden, wobei neuere oftmals an die verbliebenen Reste des jeweils vorhergegangenen angeknüpft werden. Der erste Eikokon enthält unter diesen Bedingungen allerdings für gewöhnlich eine deutlich höhere Anzahl an befruchteten Eiern, während bei den darauf folgenden sowohl die Anzahl an Eiern als auch deren Größe abnimmt, bis der letzte Kokon dann schließlich sehr wenig Eier enthält. Zumindest in Arkansas ist es dem Weibchen aber ohnehin vor Wintereinbruch wahrscheinlich nicht möglich, mehr als einen Eikokon zu produzieren. Sobald ein Eikokon vollendet wurde, wird dieser vom Weibchen in Form einer ausgeprägten Brutpflege aufopferungsvoll bewacht, während seine Aggressivität zu diesem Zeitpunkt ansteigt. So positioniert sich das Weibchen mit dem Körper nach unten direkt beim Eikokon und stürmt unverzüglich in Richtung eines Angreifers, sollte ein solcher wahrgenommen werden.
Ein Eikokon der Grünen Luchsspinne enthält 25 bis 300 Eier, wobei sich der Durchschnittswert nach bisherigen Kenntnissen zumindest im Hempstead County auf 194 beläuft. Die hellorange gefärbten Eier erscheinen mehr ellipsenförmig als rund und weisen durchschnittlich eine Länge von 1,71 und eine Breite von 1,52 Millimetern auf. Je nach Temperatur verlaufen 11 bis 16 Tage zwischen der Eiablage und dem Schlupf. In Arkansas beispielsweise beträgt dieser Zeitraum etwa 12 Tage.

#### Schlupf und anfänglicher Verbleib der Jungtiere

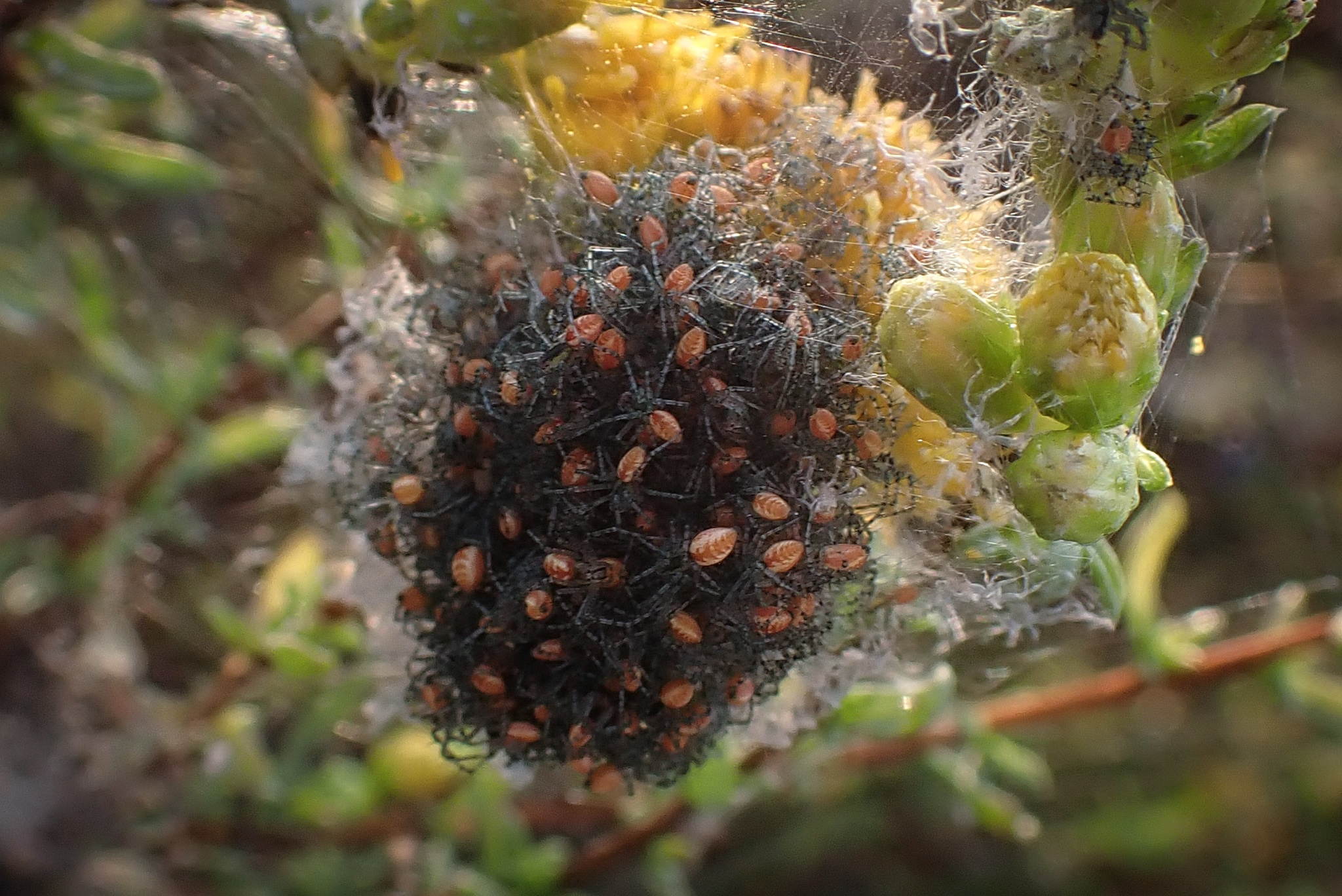
Frisch geschlüpfte Jungtiere

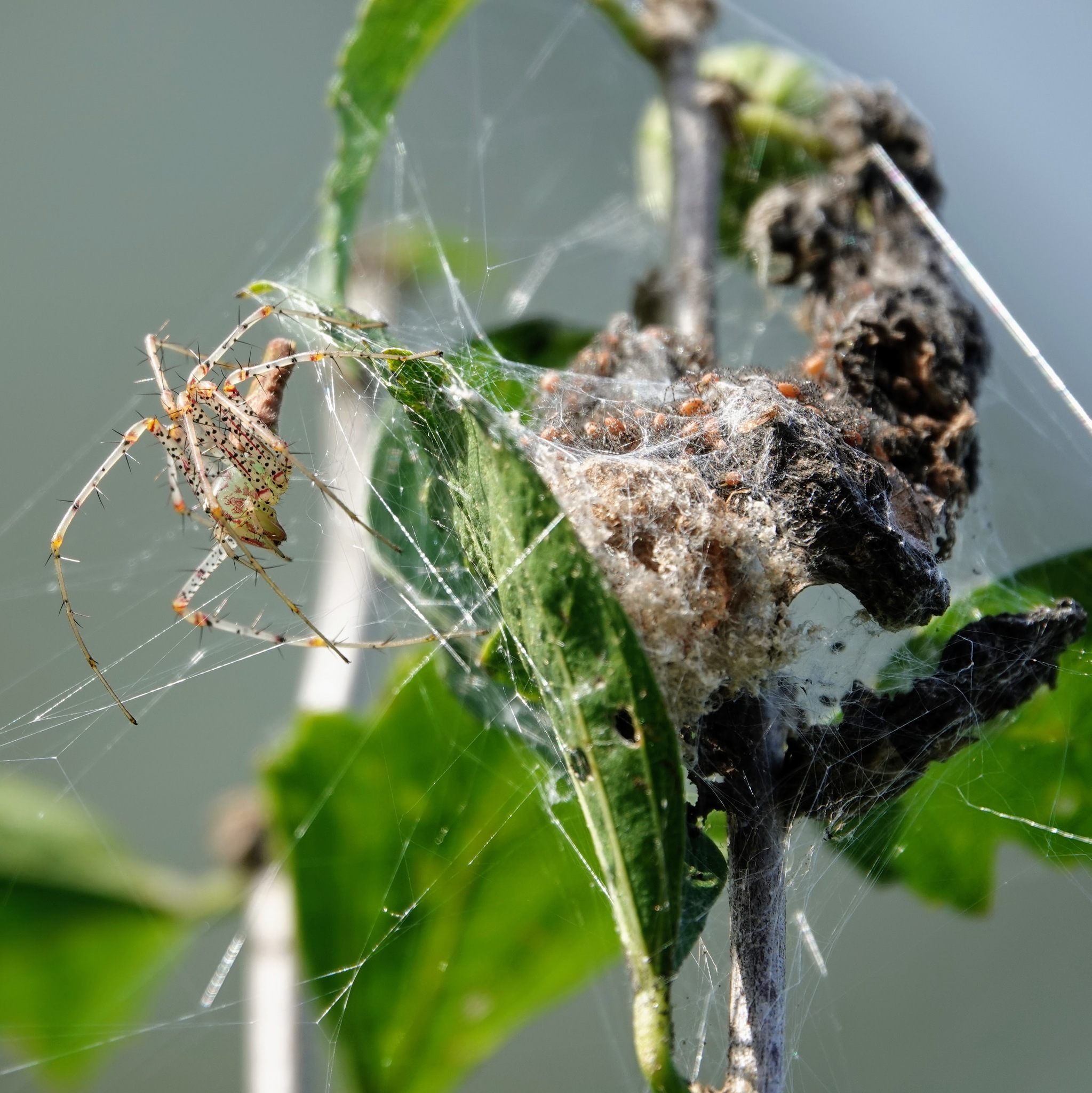
Dito, mit dem Muttertier links daneben.

Die frisch geschlüpften Prälarven der Grünen Luchsspinne weisen wie die anderer Luchsspinnen die noch funktionslosen Augen sowie das Fehlen der Tarsalklauen und Mundwerkzeuge auf. Gleiches gilt für die Setae. Die Prälarven verbleiben noch für 10 bis 16 Tage im Eikokon, ehe sie sich häuten und anschließend funktionierende Augen, einen Verdauungstrakt und Stacheln erhalten. Die Jungtiere sind nun bereit, den Eikokon zu verlassen, was zwischen 10 und 13 sowie durchschnittlich 12 Tagen nach dem Schlupf geschieht.
Kurz nachdem die ersten Prälarven bereits geschlüpft sind, hilft das Muttertier seinen Nachkommen dabei, den Eikokon zu verlassen, indem es diesen aufbeißt. Zuvor betastet es den Kokon mit seinen Pedipalpen und den vorderen Beinen, ehe es seine Cheliceren in den Teil des Kokons versenkt, bei dem der schüsselartige Teil in den mattenartigen übergeht. Dabei wird der schüsselartige Teil diagonal vom mattenartigen getrennt, sodass ein Riss zwischen beiden Bereichen entsteht. Anschließend bewegt sich das Muttertier für eine kurze Distanz, ehe es den gleichen Prozess wiederholt. Dabei führt es diese Aktivität in einer Fläche von einem Drittel bis zur Hälfte des Umfangs des Mattenteils aus. Nun verlassen bereits die ersten Jungtiere den Kokon und kehren möglicherweise anfangs noch einmal in diesen zurück. Innerhalb von 24 bis 28 Stunden haben jedoch alle Jungtiere den Eikokon permanent verlassen. In Arkansas verlassen die in der zweiten Fresshaut (Häutungsstadium) befindlichen Jungtiere den Eikokon im Zeitraum zwischen dem späten September und dem frühen November. Im gleichen Gebiet findet die erste Häutung der Jungtiere nach dem Verlassen des Eikokons und somit das Erreichen der zweiten Fresshaut im November oder im Dezember statt, kann jedoch nicht selten auch durch die Überwinterung bis März oder April verschoben werden. Die erste Häutung mitsamt dem Erreichen der ersten Fresshaut findet auch im Freiland noch im Kokon statt.
Im Falle von Wolfspinnen (Lycosidae), bei denen eine ähnlich ausgeprägte Brutpflege wie bei der Grünen Luchsspinne betrieben wird, ist es den Jungtieren nicht möglich zu überleben, sollte das Muttertier ihnen nicht helfen können, den Eikokon zu verlassen. Bei der Grünen Luchsspinne ist dies nicht der Fall und die Jungtiere können im Notfall ihre eigenen Löcher in den Eikokon beißen, um diesen zu verlassen. Diese haben einen Durchmesser von gut 1,6 Millimetern und werden zwischen den Schalen- und den Scheibenteil des Kokons gebissen. Die Jungtiere verlassen jeweils einzeln hintereinander durch ein solches Loch den Kokon.

#### Heranwachsen und Lebenserwartung sowie Erscheinung der Jungtiere

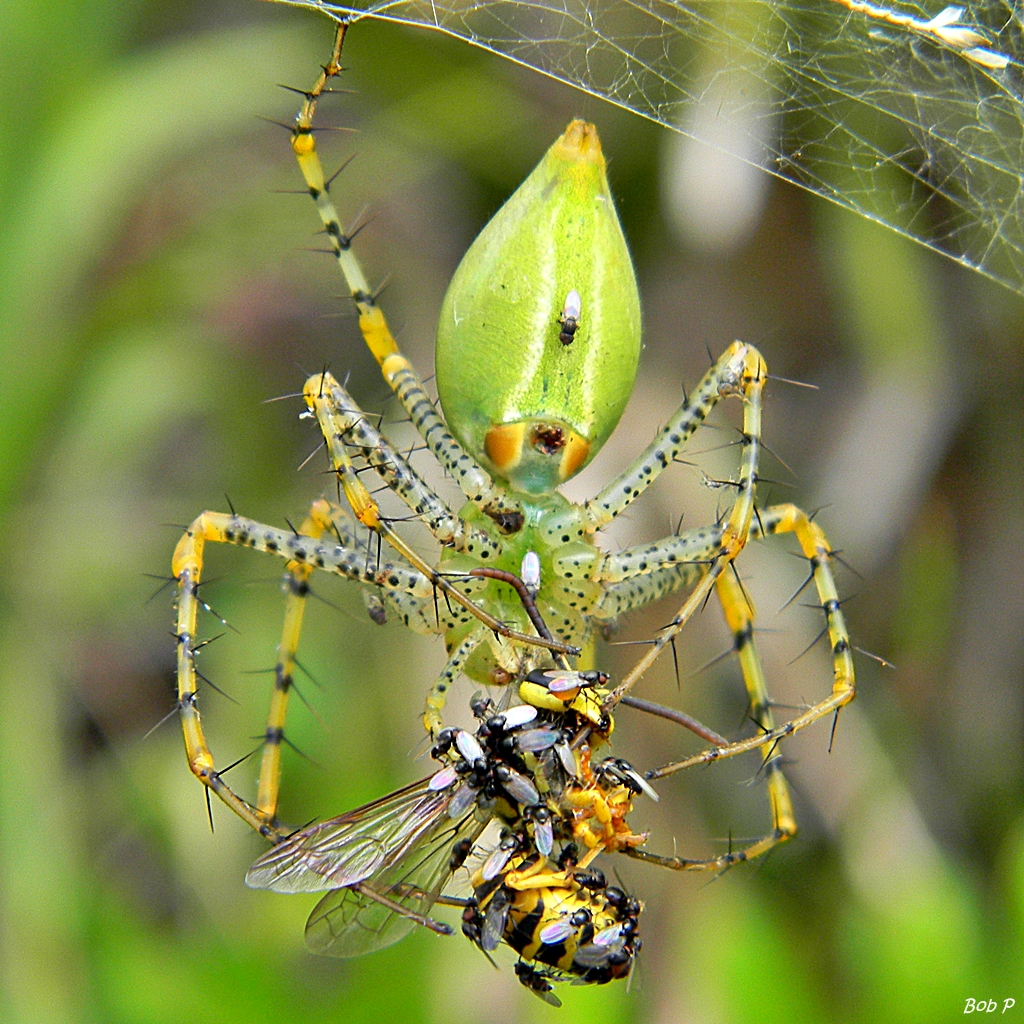
Ein Weibchen in seinem Brutgespinst mit erbeuteter Wespe, umgeben von Nistfliegen (Milichiidae sp.). Das Muttertier der Grünen Luchsspinne verbleibt auch noch für einige Zeit nach dem Schlupf bei seinen Nachkommen.

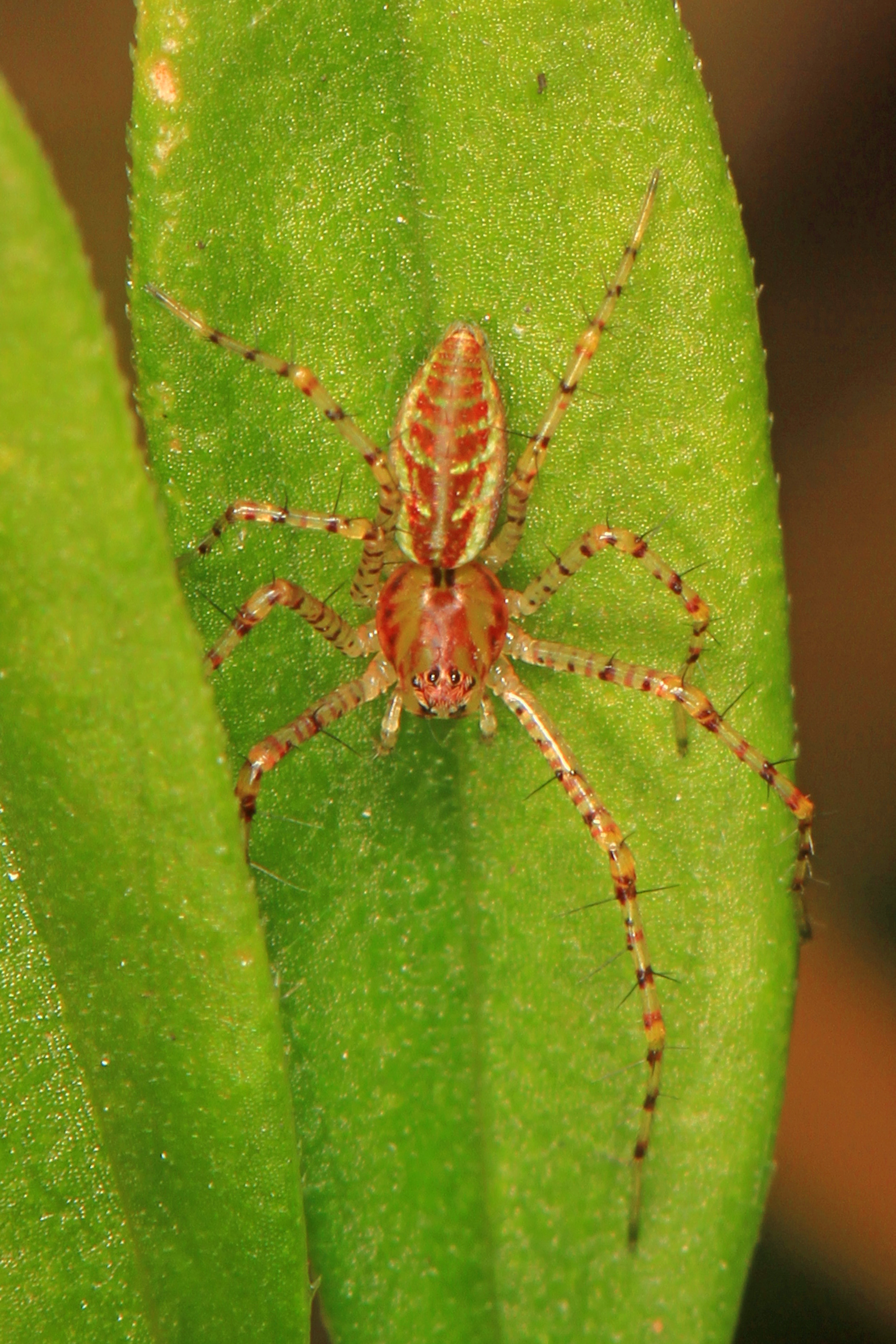
Juveniles Exemplar

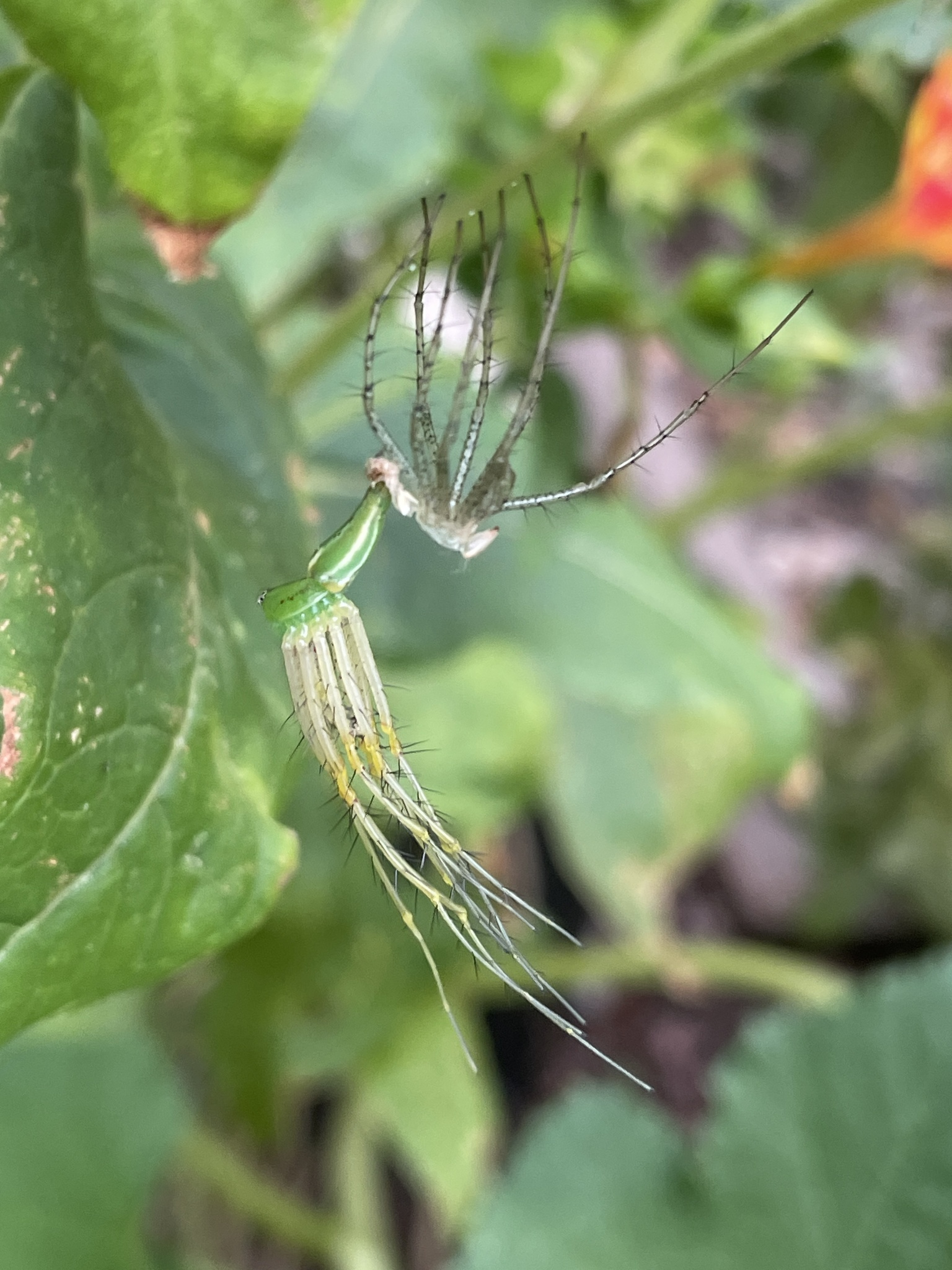
Männchen kurz nach einer Häutung mit der über der Spinne befindlichen Exuvie.

Die Jungtiere der Grünen Luchsspinne sind nach dem Hervorkommen hellorange gefärbt, nehmen nach sieben Tagen aber eine hellgrüne Färbung an, die der der ausgewachsenen Individuen ähnelt. Nach bisherigen Kenntnissen hat der Carapax der Jungtiere in diesem Zustand eine Breite von 0,85 bis zu 0,95 und durchschnittlich 0,9 Millimetern. Sie verbleiben meistens noch acht Tage an Fäden nahe den Resten des Eikokons und werden auch dabei noch von ihrem Muttertier bewacht. Außerdem versorgt letzteres seine Nachkommen mit eigens erlegten Beutetieren. Kannibalismus kann hier unter den Jungtieren in geringerer Ausprägung auftreten. Sobald sie die Fäden beim Eikokon verlassen, tendieren die Jungtiere dazu, obere Bereiche der Vegetation zu bewegen. Dabei bleiben sie in Gruppen und werden vom Muttertier begleitet. Nach weiteren drei bis vier Tagen breiten sich die Jungtiere über den sogenannten Spinnenflug aus.
Um den Spinnenflug auszuführen, bevorzugen die Jungtiere scheinbar Brisen von einer Dauer zwischen fünf bis 25 Sekunden und einer Windgeschwindigkeit von vier bis sechs Meilen pro Stunde. Die Jungtiere positionieren sich gegen die Windrichtung, erheben die Spitze des Opisthosomas und spannen bereits einen Spinnfaden während des Kletterns nach oben, der auswärts nach oben in einer Länge von zwei bis drei Fuß ausgerichtet wird. Dann lösen die Jungtiere unvermittelt ihren Halt von der Vegetation und lassen sich vom Wind in die Richtung des gespannten Fadens tragen.
Die Jungtiere in der dritten Fresshaut haben eine durchschnittliche Carapaxbreite von 1,09 Millimetern. Zumindest unter Laborbedingungen verbleiben sie entweder vergleichsweise kurz oder lang in diesem Stadium. So kann es unter diesen Bedingungen auch vorkommen, dass etwa ein Drittel der Jungtiere sich nach dem Erreichen dieser Fresshaut nach 45 Tagen bereits wieder häutet und die übrigen eine Häutung für 103 Tage aussetzen. Diese Faktoren werden zumindest nicht durch Faktoren, wie Nahrungsangebot und Temperatur beeinflusst. Allerdings ist nicht bekannt, ob die zu dem Zeitpunkt eintretende Winterzeit darauf Einfluss ausübt. Jungtiere in der dritten Fresshaut sind in Arkansas bislang im April nachgewiesen worden.
Die Häutung in die vierte Fresshaut findet in Arkansas findet meistens zwischen April und dem frühen Mai statt. Ab diesem Stadium beträgt die durchschnittliche Breite des Carapax von den Jungtieren 1,33 Millimeter. Unter Laborbedingungen dauert diese Fresshaut im Durchschnitt 65 Tage an. In Arkansas erreichen die Jungtiere die fünfte Fresshaut im Regelfall zwischen dem späten April und dem fünften Juni. In dieser Fresshaut beträgt die durchschnittliche Breite des Carapax 1,65 Millimeter. Dieses Stadium ist deutlich kürzer als das vorherige, sodass in Gefangenschaft einige jüngere Individuen der Grünen Luchsspinne unter diesen Bedingungen sich bereits nach 37 Tagen wieder häuten können. In der darauf folgenden sechsten Fresshaut, die im Labor etwa 31 Tage andauert, verfügt der Carapax der Jungtiere eine Breite von meistens 2,03 Millimetern. In diesem Stadium beginnt sich der Sexualdimorphismus der Jungtiere zu bilden, indem die jungen Männchen in dieser Fresshaut bereits verdickte Pedipalpen aufweisen. Die Häutung in dieses Stadium findet in Arkansas im Mai oder im frühen Juni statt.
In der siebten Fresshaut, die die Jungtiere in selbigem Bundesstaat Juni erreichen, nimmt der Carapax eine Breite von gut 2,44 Millimetern an. Diese Fresshaut dauert durchschnittlich 21 Tage an. Zumindest in Gefangenschaft ist es Männchen möglich, in der siebten Fresshaut bereits die Geschlechtsreife zu erlangen. Die meisten Individuen beider Geschlechter benötigen jedoch unter Laborbedingungen acht Fresshäute bis zur Geschlechtsreife. Zumindest in Gefangenschaft ließ sich nachweisen, dass Weibchen auch noch eine neunte Fresshaut durchlaufen, ehe sie ausgewachsen sind. Die Dauer für das Erreichen des Adultstadiums beträgt dann nach bisherigen Kenntnissen 18 Tage. Die gesamte Lebensdauer des Männchens der Grünen Luchsspinne beträgt in Gefangenschaft meistens 288,6 Tage. Beim Weibchen beläuft sich dieser Wert unter gleichen Bedingungen auf gut 301 Tage. Ausgewachsene Spinnen sind in Arkansas vor Juni kaum anzutreffen.
In Gefangenschaft bleiben die Jungtiere in der jeweiligen Fresshaut geringfügig kleiner als in freier Wildbahn in selbigem Stadium. Während die Weibchen unter beiden Bedingungen die gleiche Anzahl an Fresshäuten durchlaufen, so benötigen Männchen unter natürlichen Bedingungen neun Fresshäute bis zum Erlangen der Geschlechtsreife und somit mehr als in Gefangenschaft. Dies mag daran liegen, dass diese bei größerem Nahrungsangebot eine geringere Anzahl an Fresshäuten durchlaufen müssen, um zum Adultstadium zu gelangen.

## Systematik
Die Systematik der Grünen Luchsspinne wurde mehrfach geändert. Der Artname viridans stammt aus der lateinischen Sprache und kann auf Deutsch in „grün sein“ oder „grün machen“ übersetzt werden. Er deutet somit auf die grünliche Färbung der Art hin. Innerhalb der Gattung Peucetia gibt es mit P. virescens, P. viridana und P. viridis drei weitere Arten mit ähnlich klingenden Bezeichnungen. Allerdings kommt P. virescens in der Türkei und dem Mittleren Osten, P. viridana von Indien bis Myanmar und P. viridis in Spanien, Griechenland, Afrika und dem Mittleren Osten vor, wobei letztere Art in der Karibik eingeführt wurde. Entsprechend unwahrscheinlich sind Überschneidungen dieser Arten mit der Grünen Luchsspinne.

### Beschreibungsgeschichte
Die Grüne Luchsspinne wurde bei der Erstbeschreibung von 1832 durch den Franko-Amerikaner Nicholas Marcellus Hentz im Rahmen seines Werkes On North American Spiders („Über nordamerikanische Spinnen“) der heute nicht mehr bestehenden Gattung Sphasus unter der Bezeichnung S. viridans zugeordnet. Anschließend erfuhr sie von verschiedenen Autoren mehrere Umordnungen sowie Umbenennungen. Die noch heute gängige Bezeichnung P. viridans der Art wurde für diese erstmals 1902 von James Henry Emerton angewandt. Diese Bezeichnung etablierte sich nach einer weiteren 1965 geschehenen Anwendung seitens Harriet Exline und W. H. Whitcomb und ist seitdem die durchgehend genutzte für die Spinne.

### Synonymisierte Arten
Drei zuletzt zur Gattung Peucetia zählende Arten wurden mit der Grüne Luchsspinne synonymisiert und verloren somit ihren Artstatus. Bei diesen drei ehemaligen Arten handelt es sich um P. bibranchiata, P. poeyi und P. rubricapilla, die allesamt unter Antonio D. Bescovit und Adalberto J. Santos mit der Grünen Luchsspinne synonymisiert wurden.
P. bibranchiata wurde 1902 von Octavius Pickard-Cambridge und P. rubricapilla 1925 von Alexander Iwanowitsch Petrunkewitsch erstbeschrieben. Für die Synonymisierung beider Arten wandten Bescovit und Santos 1964 von Allen R. Brady entworfenen Illustrationen der Grünen Luchsspinne an, mit Hilfe derer die Typusexemplare (für die Erstbeschreibung angewandte Individuen) beider Arten als Exemplare der Grünen Luchsspinne identifiziert werden konnten. Pickard-Cambridge wandte zur Beschreibung von P. bibranchiata einen männlichen Holotypus (namensgebendes Typusexemplar) und einen weiblichen Paratypus (zusätzlich zum Holotypus aufgeführtes Exemplar), die er beide im mexikanischen Bundesstaat Oaxaca vorfand, an. Petrunkewitsch nutzte lediglich einen weiblichen Holotypus für die Erstbeschreibung von P. rubricapilla, den er im Bezirk Soná in der panamaischen Provinz Veraguas vorfand.
P. poeyi wurde 1857 von Pierre Hippolyte Lucas als Sphasus poeyi erstbeschrieben und 1931 unter Pelegrin Franganillo-Balboa zur Gattung Peucetia transferiert. Lucas verwendete für die Erstbeschreibung der Art drei Weibchen und vier juvenile Syntypen (mehrere einen Typus darstellende Exemplare) aus Jamaika. Alle Exemplare wurden von Bescovit und Santos im Nachhinein als Individuen der Grünen Luchsspinne identifiziert.

## Grüne Luchsspinne und Mensch

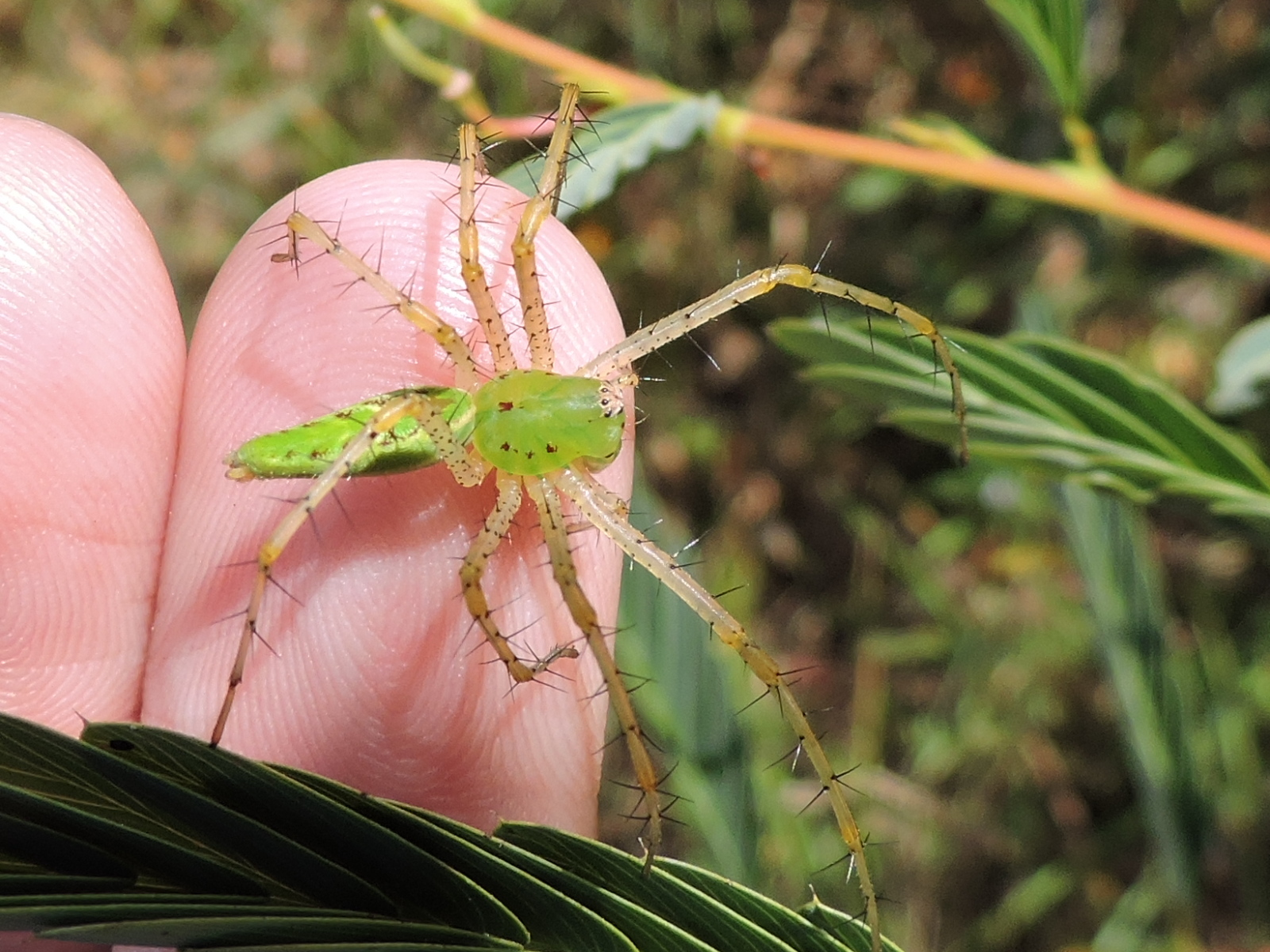
Weibchen auf der Hand

Die Grüne Luchsspinne steht mit dem Menschen in vielfältiger Relation zueinander. So gilt die Art etwa als umstrittener Nützling im Rahmen der biologischen Schädlingsbekämpfung. Vereinzelt sind auch Bissunfälle der Spinne auf den Menschen gemeldet. Gleiches gilt für die aktive Abwehr mittels des Giftspritzens. Die Folgen beider Abwehrmethoden der Grünen Luchsspinne gelten für den Menschen grundsätzlich jedoch nicht als gefährlich.

### Umstrittener Nutzen in der Landwirtschaft

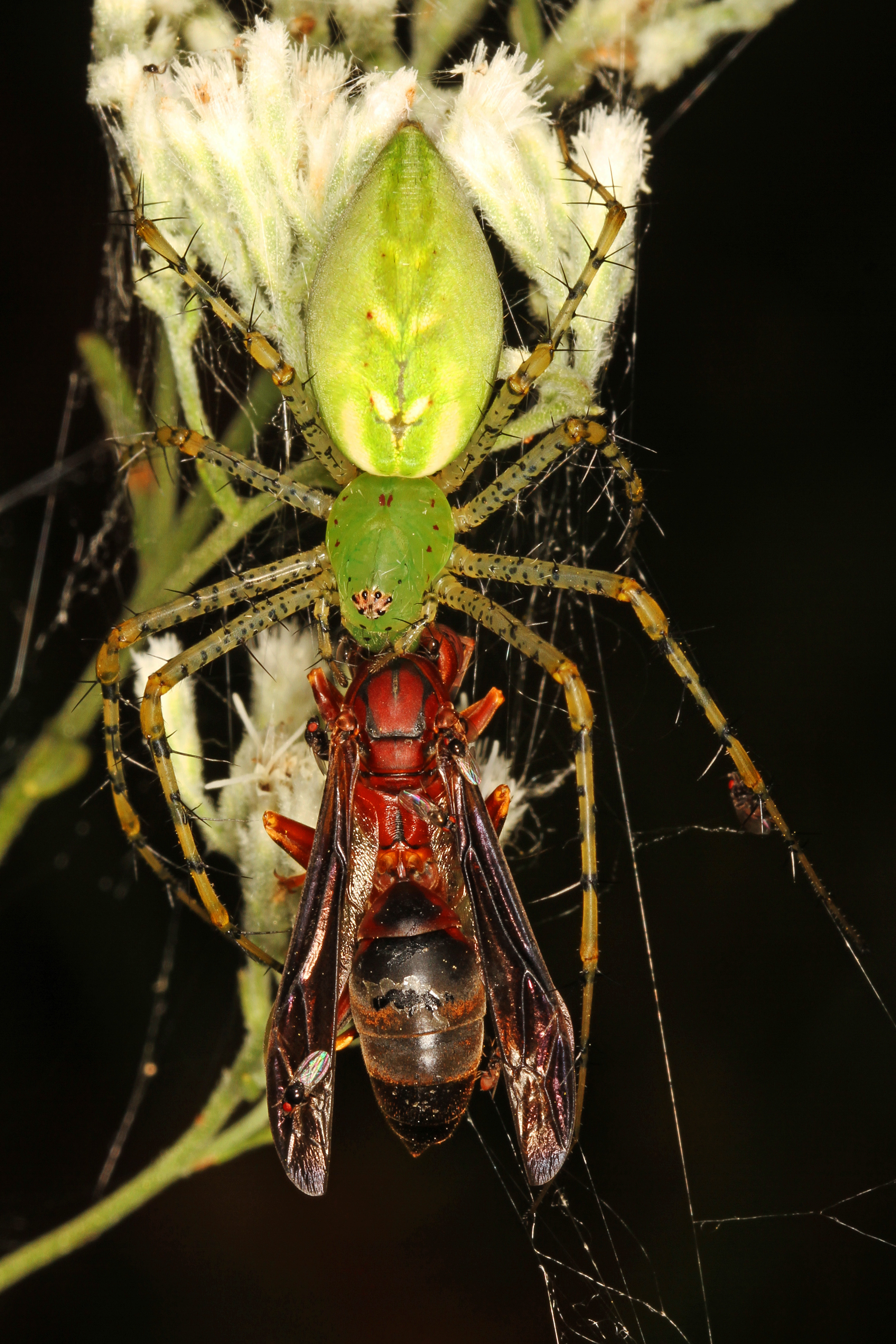
Das Beutespektrum der Grünen Luchsspinne umfasst neben Schädlingen auch Nützlinge, etwa Feldwespen (Polistinae) der Gattung Polistes.

Der Grünen Luchsspinne wird ein großer Nutzen in der Landwirtschaft zugesprochen, da die Art entsprechend ihres Habitats als bedeutender Prädator verschiedener Insekten auf Sträuchern und krautiger Vegetation gilt und das Beutespektrum der Spinne auch Schädlinge von Nutzpflanzen – insbesondere Baumwolle – miteinschließt. Beispiele sind die zum Beutespektrum der Spinne zählenden Nachtfalter, zumal die Spinne neben den Imagines (Adultformen) auch deren Raupen erbeutet.
Da die Grüne Luchsspinne jedoch auch andere landwirtschaftliche Nützlinge, etwa Hautflügler in großer Zahl erbeutet, ist ihr Status als Nützling umstritten. Dies wird dadurch verstärkt, dass in das Beutespektrum der Spinne auch Zweiflügler fallen, die selber etwa als Parasiten von Schädlingen oder Bestäuber in Erscheinung treten können. Die Verwendung der Art als Bekämpfer von Schädlingen hängt demnach neben der jeweiligen Zeit und dem Ort zu einem großen Teil davon ab, auf welchen Kulturpflanzen und zur Bekämpfung welcher Schädlinge sie eingesetzt werden sollte. Eine vorgesehene Verwendung der Spinne zur Bekämpfung von Schädlingen in Florida der dort angebauten Sojabohne (Glycine max) oder der Erdnuss (Arachis hypogaea) könnte durchführbar sein.

### Bissunfälle und Wirkung des Giftspritzens beim Menschen
Bisse der Grünen Luchsspinne auf den Menschen sind überliefert, ereignen sich aber aufgrund des für gewöhnlich nicht aggressiven Verhaltens der Spinne selten und sind normalerweise nicht von medizinischer Relevanz. Unter gegebenen Umständen, etwa dem Bewachen eines Eikokons oder Nachkommen, kann es dennoch gelegentlich zu einem aggressiveren Verhalten seitens der Grünen Luchsspinne gegenüber dem Menschen kommen. Bekannte Symptome eines Bisses der Art sind lokale Schmerzen, Juckreiz, Erythem (Rötung) und Induration (Gewebe- und Organverhärtung). Eine Behandlung des Bisses kann eine Tetanusimpfung, eine Wundbehandlung und eine Symptomatische Therapie beinhalten.
Auch ist die Verteidigung der Grünen Luchsspinne mittels des Verspritzens von Gift auf den Menschen dokumentiert. Dem Gift wird ein bitterer Geschmack nachgesagt und seine Wirkung auf menschlicher Haut als kühlend beschrieben. Sollte das verspritzte Gift in das Auge gelangen, wirkt es dort reizend. Ein derartiger Fall wurde 1948 bei einem Soldaten der United States Army gemeldet, der behauptet, von einer Spinne in ein Auge gespritzt worden zu sein. Die Spinne wurde später als Individuum der Grünen Luchsspinne identifiziert. Die Sehfähigkeit des Soldaten war für zwei Tage beeinträchtigt.